# Volkswagen up!
El Volkswagen up! es un automóvil de turismo del segmento A que el fabricante alemán Volkswagen ha puesto a la venta en algunos mercados europeos como Alemania durante el cuarto trimestre de 2011. Cubre el hueco en la gama por debajo del Volkswagen Polo que en Europa ocupaba el Volkswagen Fox. El modelo se vende con modificaciones estéticas mínimas bajo las marcas Škoda Auto y SEAT; el primero de ellos se llamará Škoda Citigo, mientras que el segundo lleva el nombre de SEAT Mii. A medio o largo plazo está proyectado un derivado por parte de Audi con propulsión eléctrica, que recibirá el nombre de Audi E1.
El up! tuvo varios prototipos con motor trasero y tracción trasera, al igual que los modelos de Volkswagen de antes de la década de 1970, como el Volkswagen Sedán (Escarabajo). Todos los up! han sido diseñados por Walter de Silva, el diseñador jefe del Grupo Volkswagen, y Klaus Bischoff, el diseñador jefe de la marca Volkswagen.
El up! de producción se presentó en el Salón del Automóvil de Frankfurt de 2011. En su lanzamiento, su motor gasolina es un tres cilindros en línea atmosférico de 1,0 litros de cilindrada. El modelo se fabrica en Bratislava, Eslovaquia. Este modelo, a diferencia de los prototipos que le antecedieron, tiene un motor delantero transversal y tracción delantera. Volkswagen le ha dado al up! la envestidura de automóvil global, produciéndose ahora, además de en Volkswagen Bratislava, en la planta de São José dos Pinhais, ubicada en Paraná, en Brasil, a partir del primer trimestre de 2014 y en la planta de Uitenhage, en Sudáfrica a partir del segundo trimestre de 2015. Además, está previsto que comience su producción en plantas adicionales como la de Kaluga, Rusia, Pune, India.

## Desarrollo
El vehículo forma parte de la plataforma modular "New-Small-Family". Originalmente el desarrollo se concibió para ser desarrollado con un motor trasero; sin embargo, por razones de los costos que implicaría el hecho de desarrollar nuevos motores y transmisiones desde cero, esto fue posteriormente descartado.
El nombre de "up!" fue tomado del prototipo del mismo nombre y se deriva de las letras de en medio del nombre del modelo anterior Volkswagen Lupo. Táctica que se repitió en el prototipo Volkswagen Iroc, que igualmente toma las letras de en medio del nombre del Volkswagen Scirocco.
La carrocería básica de tres puertas del up! comenzó sus entregas oficialmente en diciembre de 2011. En 2012 se introdujo el modelo de 5 puertas. Otras variantes de esta "familia" previstas para su comercialización más adelante son el space up! de cinco puertas y el space up! blue con paneles solares de color azul en el toldo.
Para 2013 está prevista una variante totalmente eléctrica del up! con el nombre de e-up!, que se prevé tenga una autonomía de al menos 130 km. Este concepto de diseño fue concebido como la interpretación del Volkswagen Sedán del Siglo XXI.

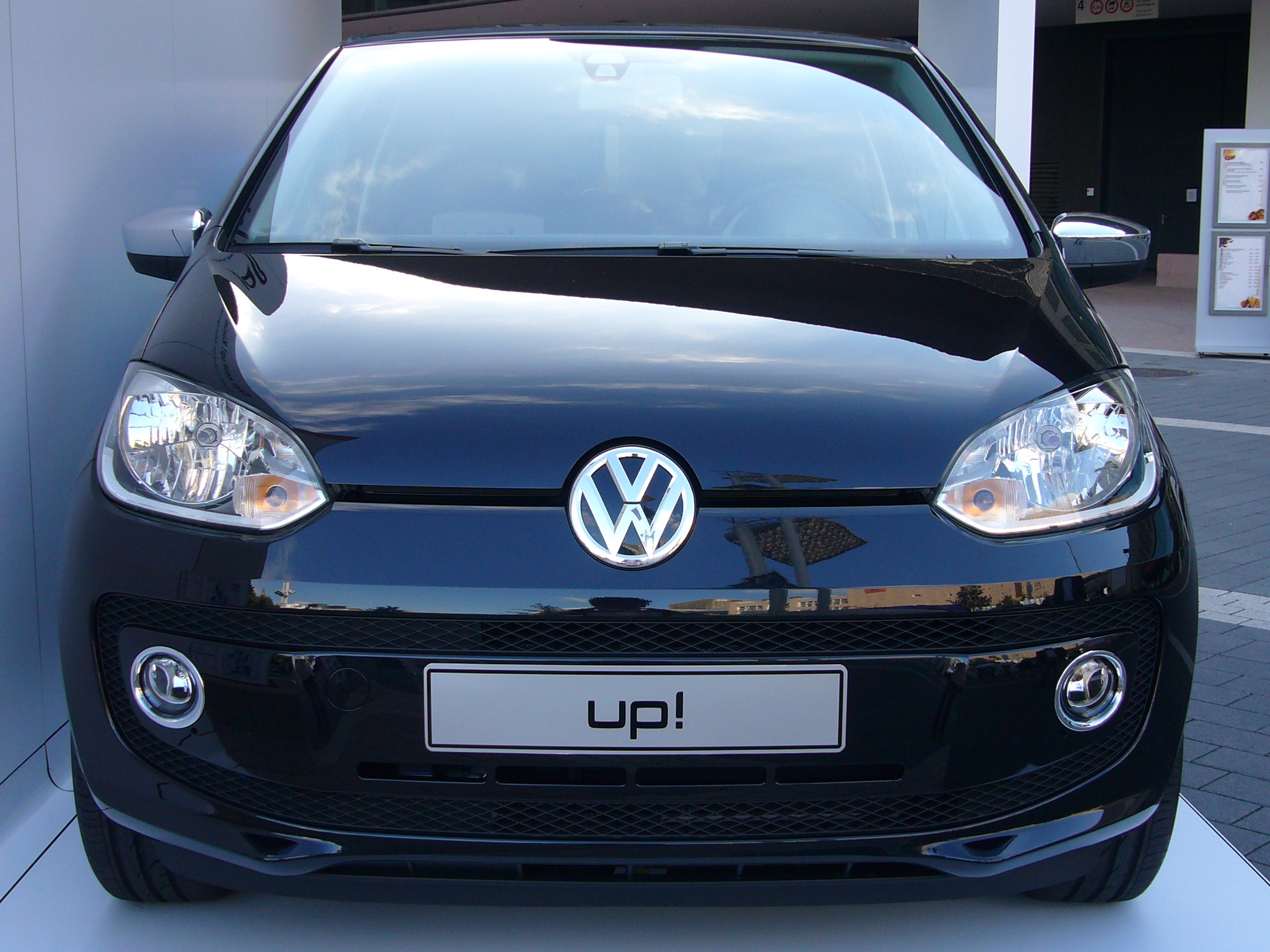
Volkswagen black up! Edición de lanzamiento.
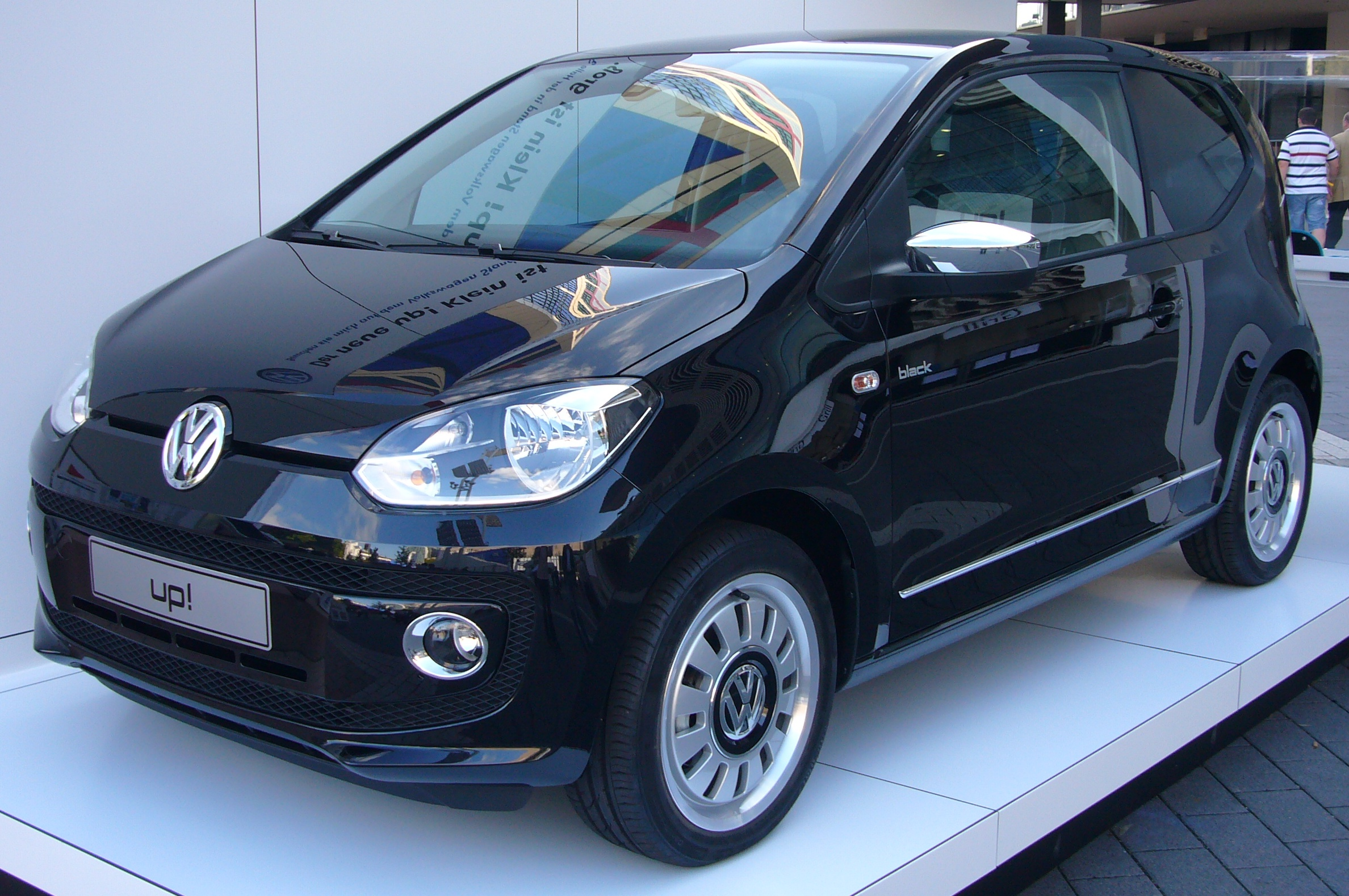
Volkswagen black up! Edición de lanzamiento.
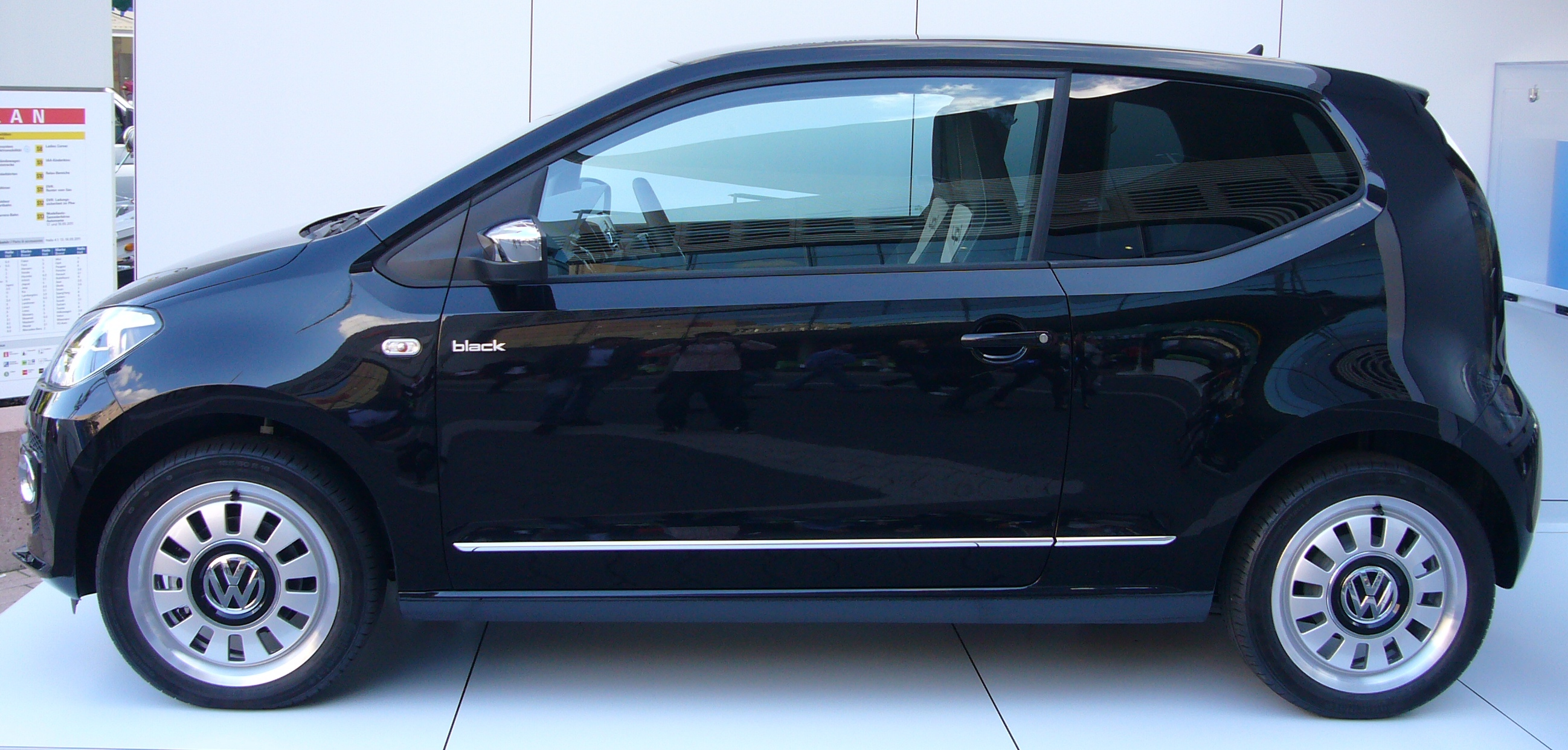
Volkswagen black up! Edición de lanzamiento.
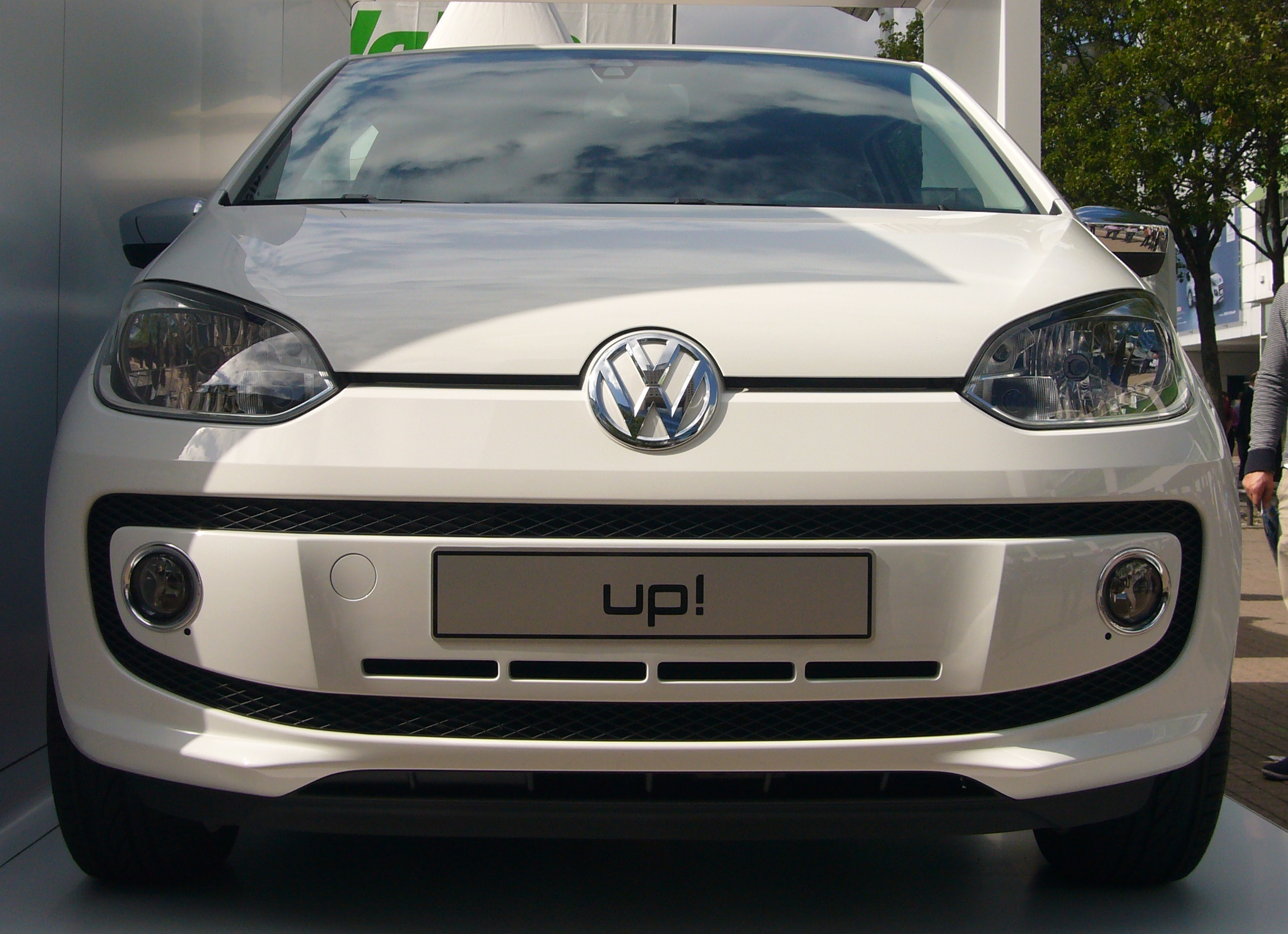
Volkswagen white up! Edición de lanzamiento.
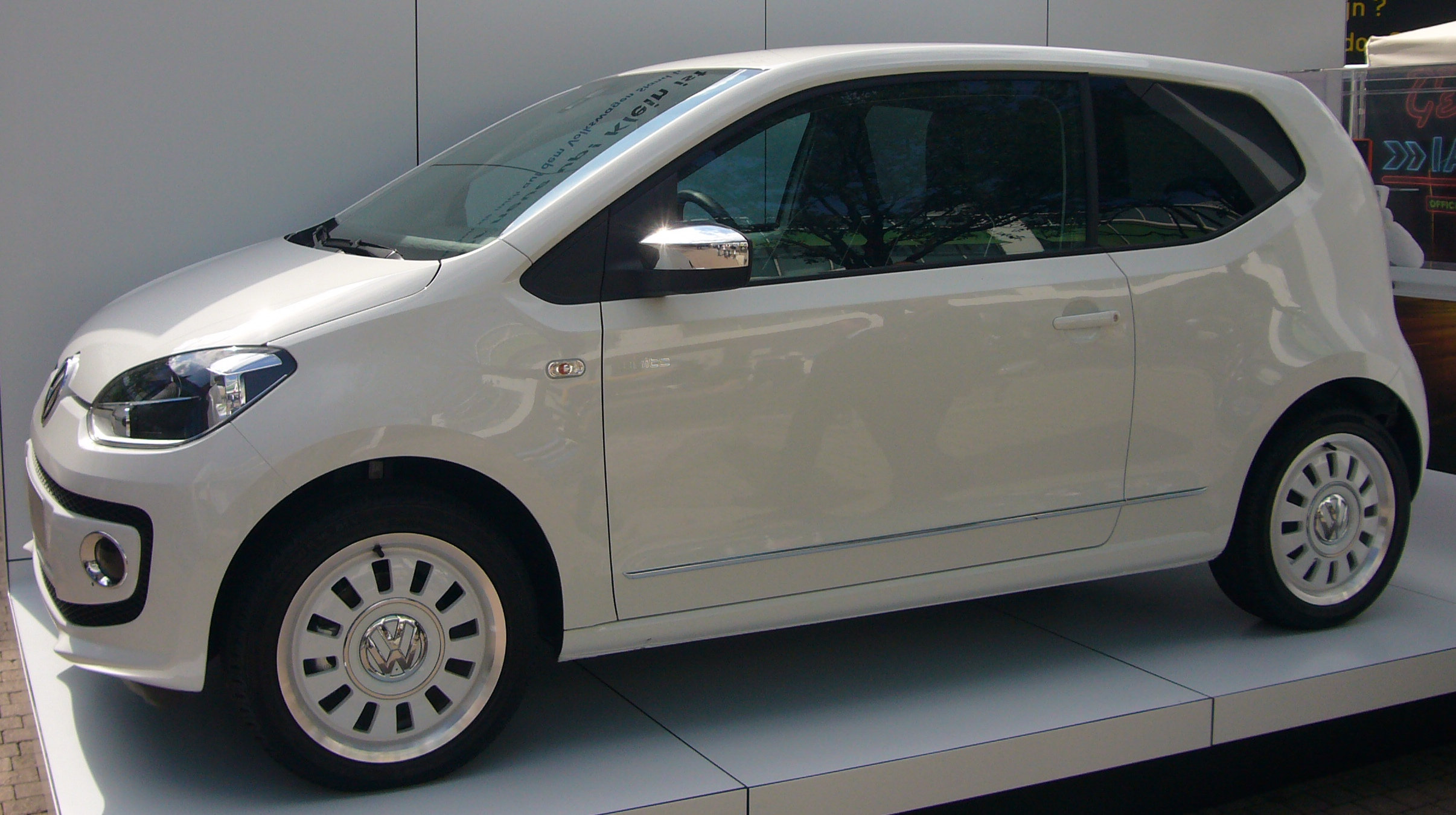
Volkswagen white up! Edición de lanzamiento.
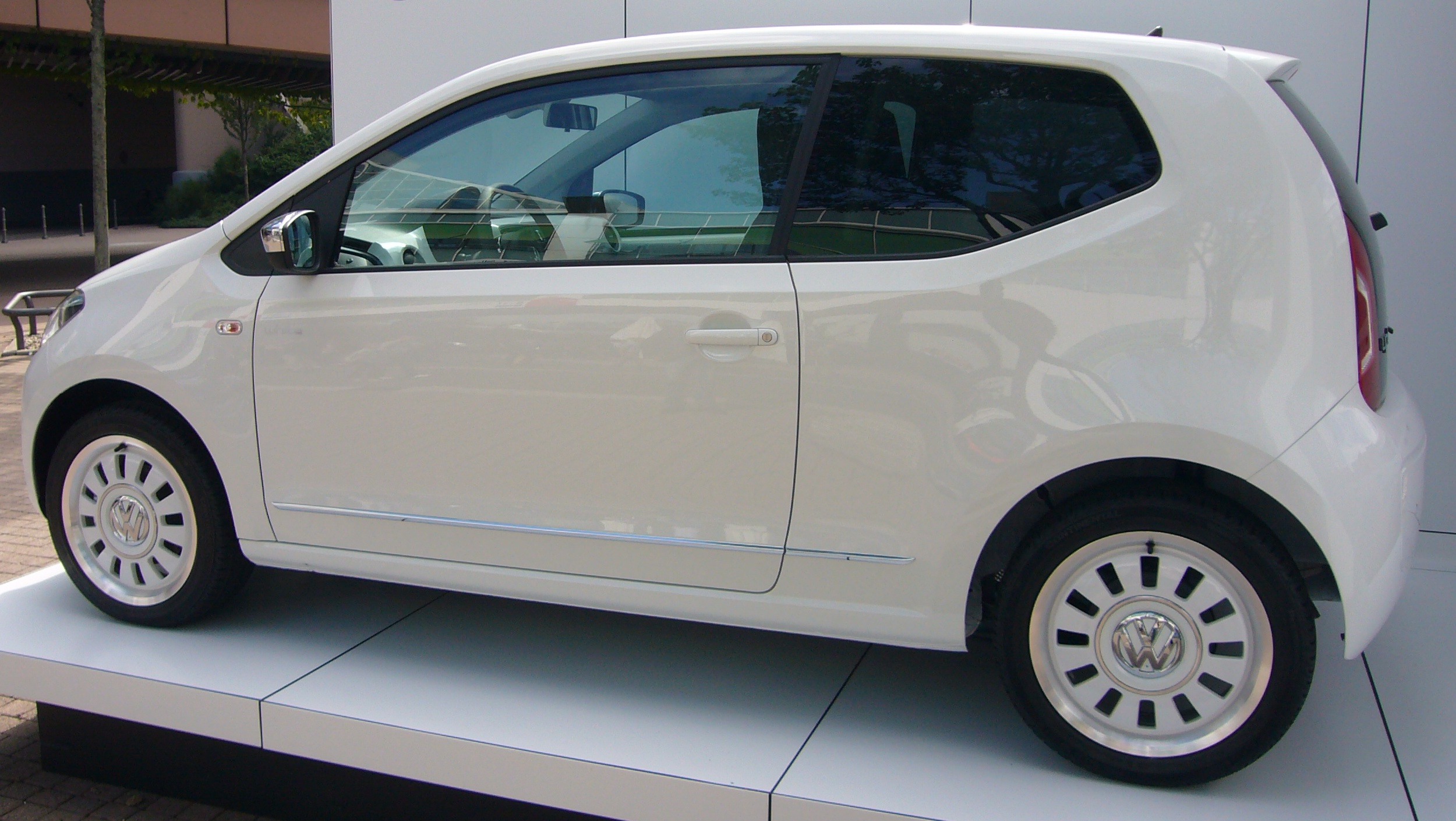
Volkswagen white up! Edición de lanzamiento.
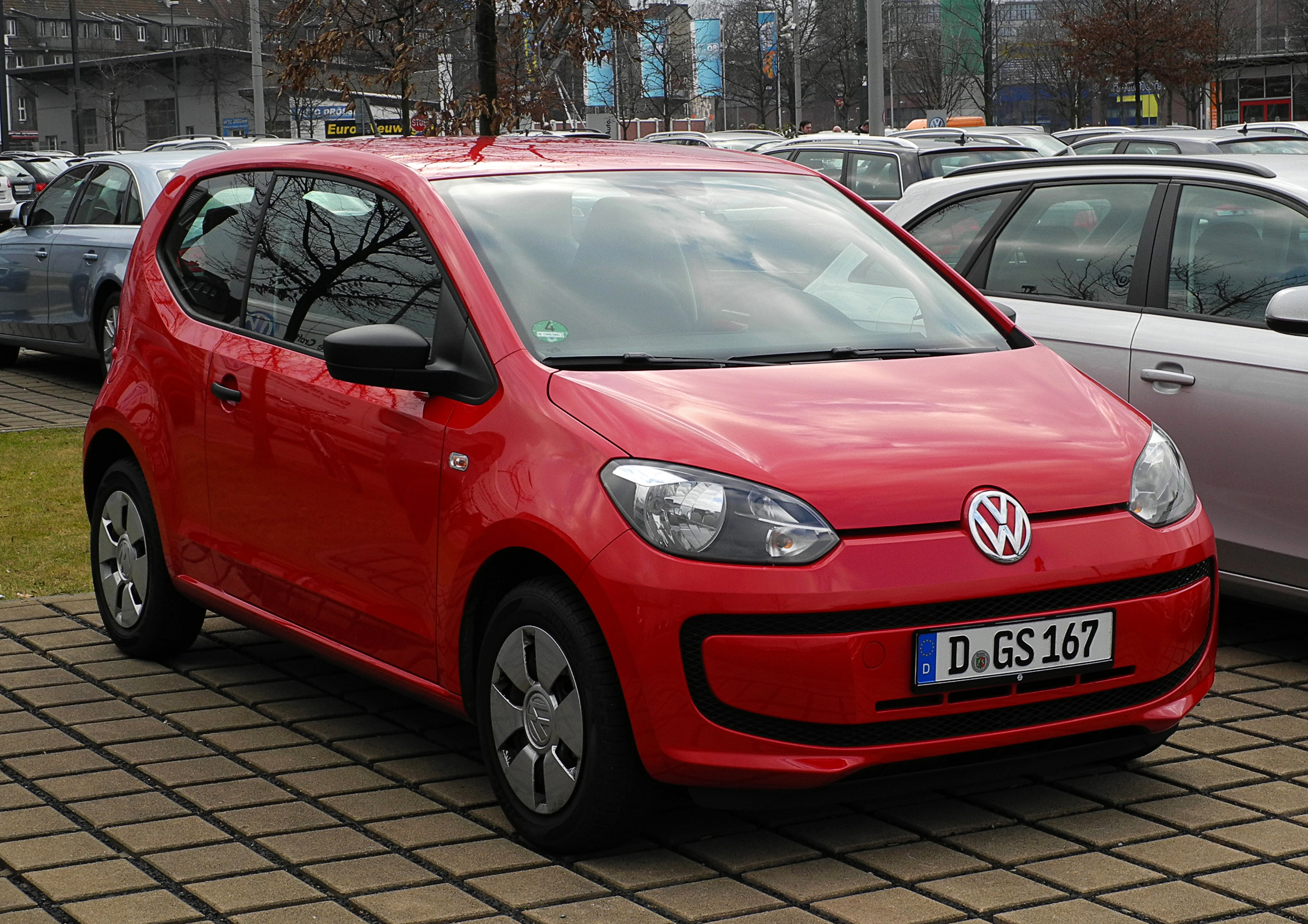
Volkswagen take up! Versión básica.
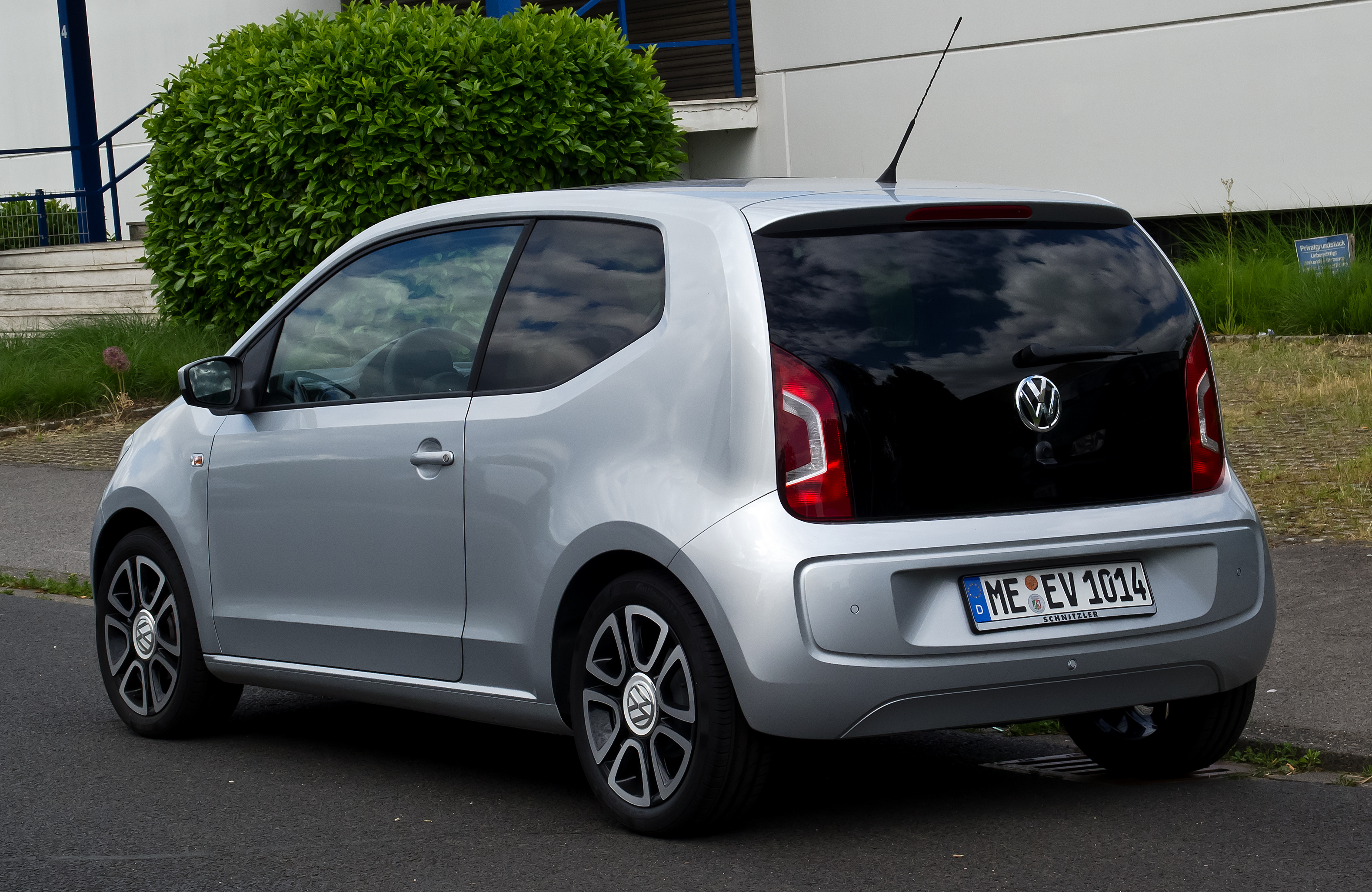
Volkswagen high up! Versión equipada.

## Presentación
El  Volkswagen up! de producción tuvo su presentación oficial en el Salón del Automóvil de Frankfurt de 2011, con un comunicado de prensa a finales de julio del mismo año. Con ocasión de su presentación en sociedad, Volkswagen mostró también varios conceptos distintos, de los cuales algunos de ellos verán la producción. Estos conceptos son:
A finales de enero de 2012, es presentado el Volkswagen up! con carrocería de 5 puertas.
- El buggy up!: Versión tipo roadster sin puertas ni toldo con únicamente dos plazas.

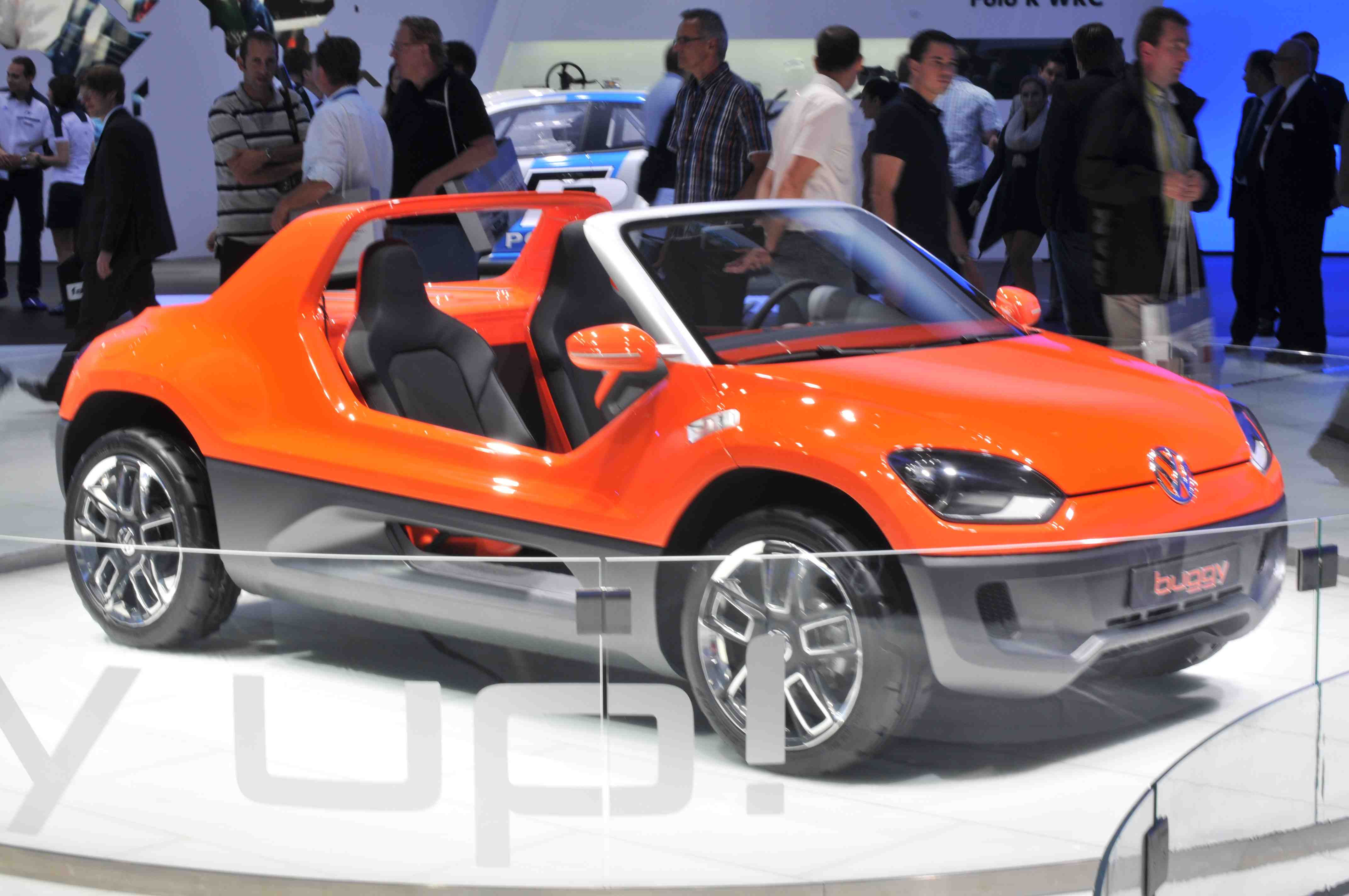
Prototipo Volkswagen buggy up!
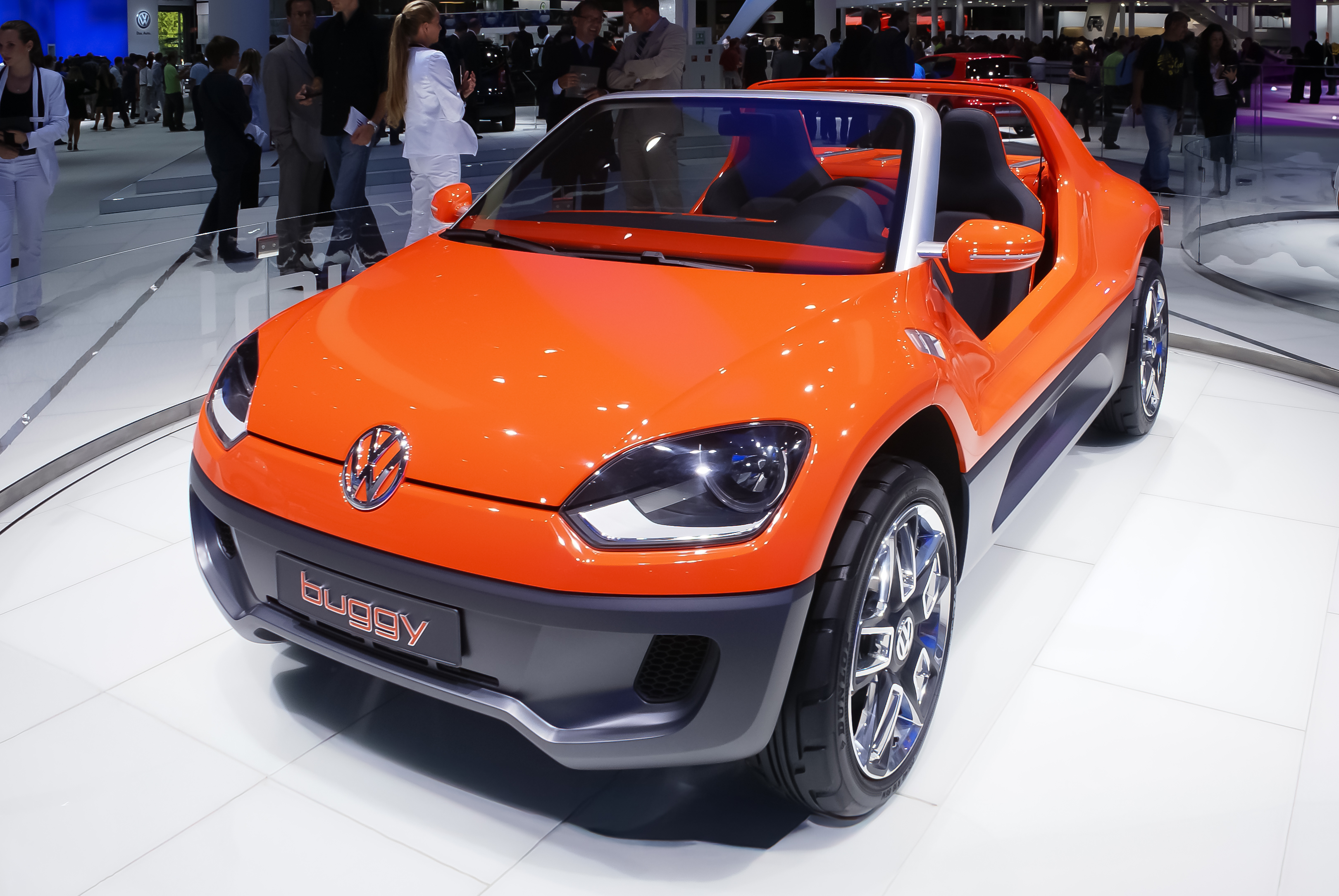
Prototipo Volkswagen buggy up!
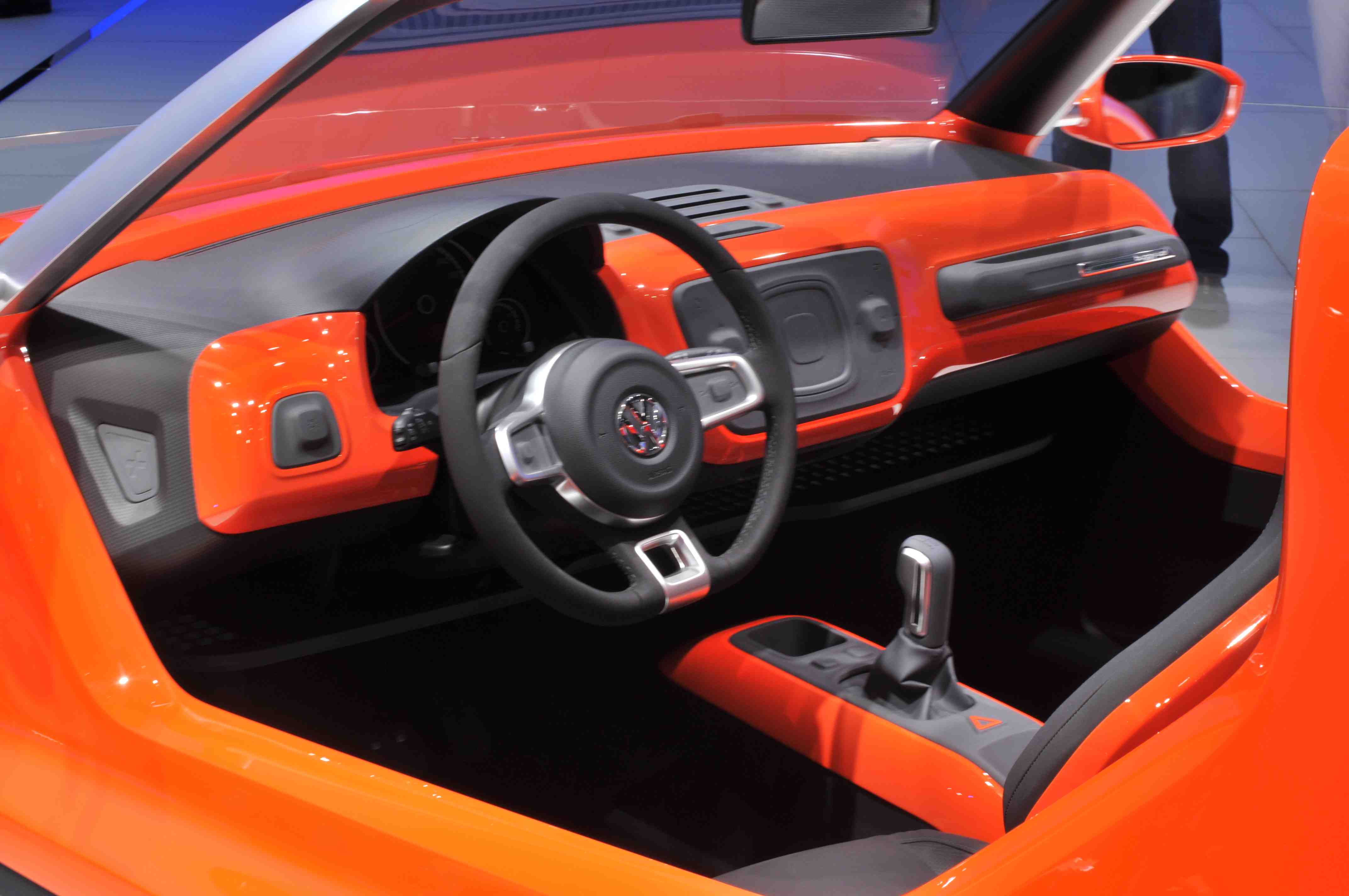
Prototipo Volkswagen buggy up! Tablero de mandos.

- El cross up!: Versión de tendencia campera con 5 puertas y acabado específico que corresponde a versiones de otros modelos como CrossFox, Suran Cross o Space Cross, CrossPolo, CrossGolf y CrossTouran.

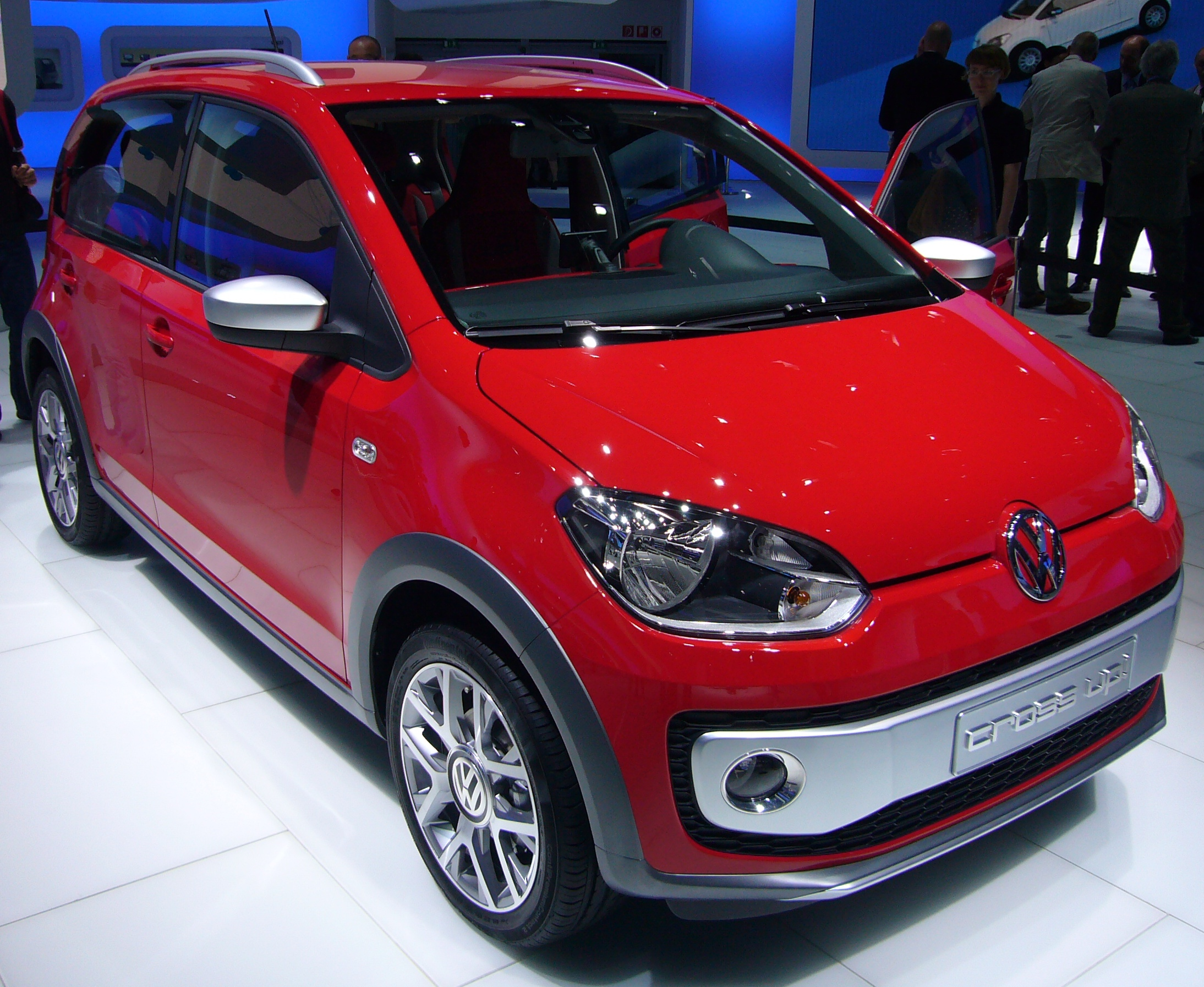
Prototipo Volkswagen cross up!

- El e-up!: Esta sería la versión definitiva de producción del prototipo del mismo nombre.

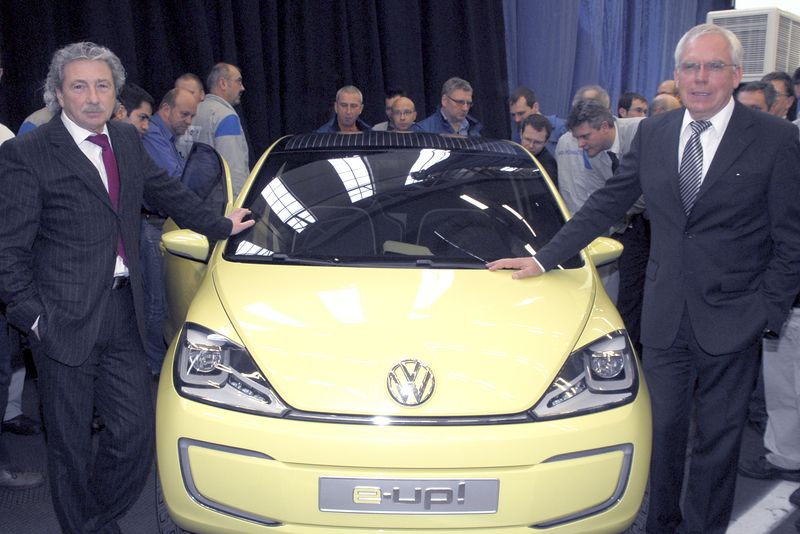
Prototipo Volkswagen e-up!

- El eco up!: Se trata de una variante que funciona a gas natural, con emisiones de CO2 de 79g/kn.

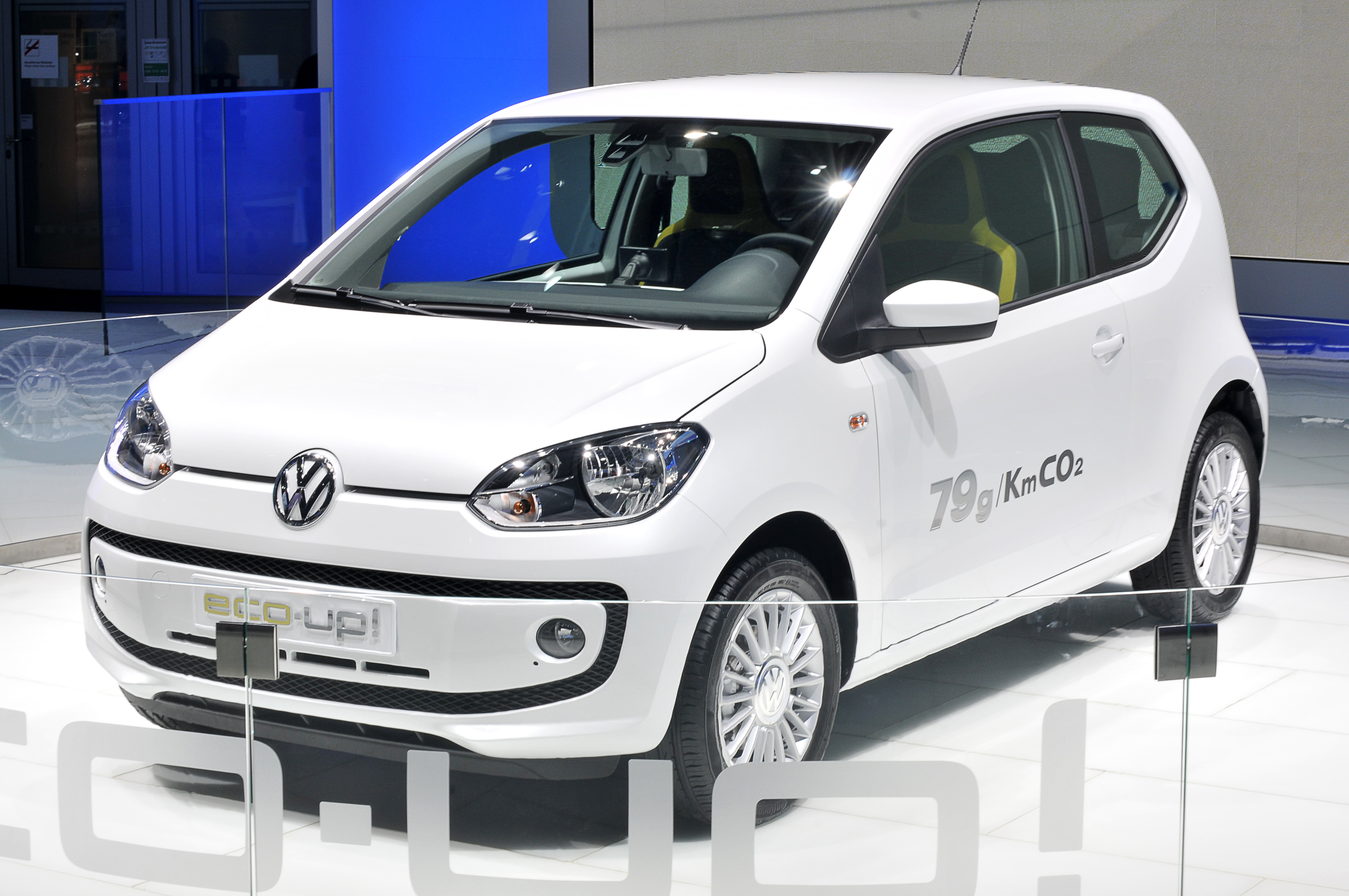
Prototipo Volkswagen eco up!

- El GT up!: Versión deportiva con 98 CV.

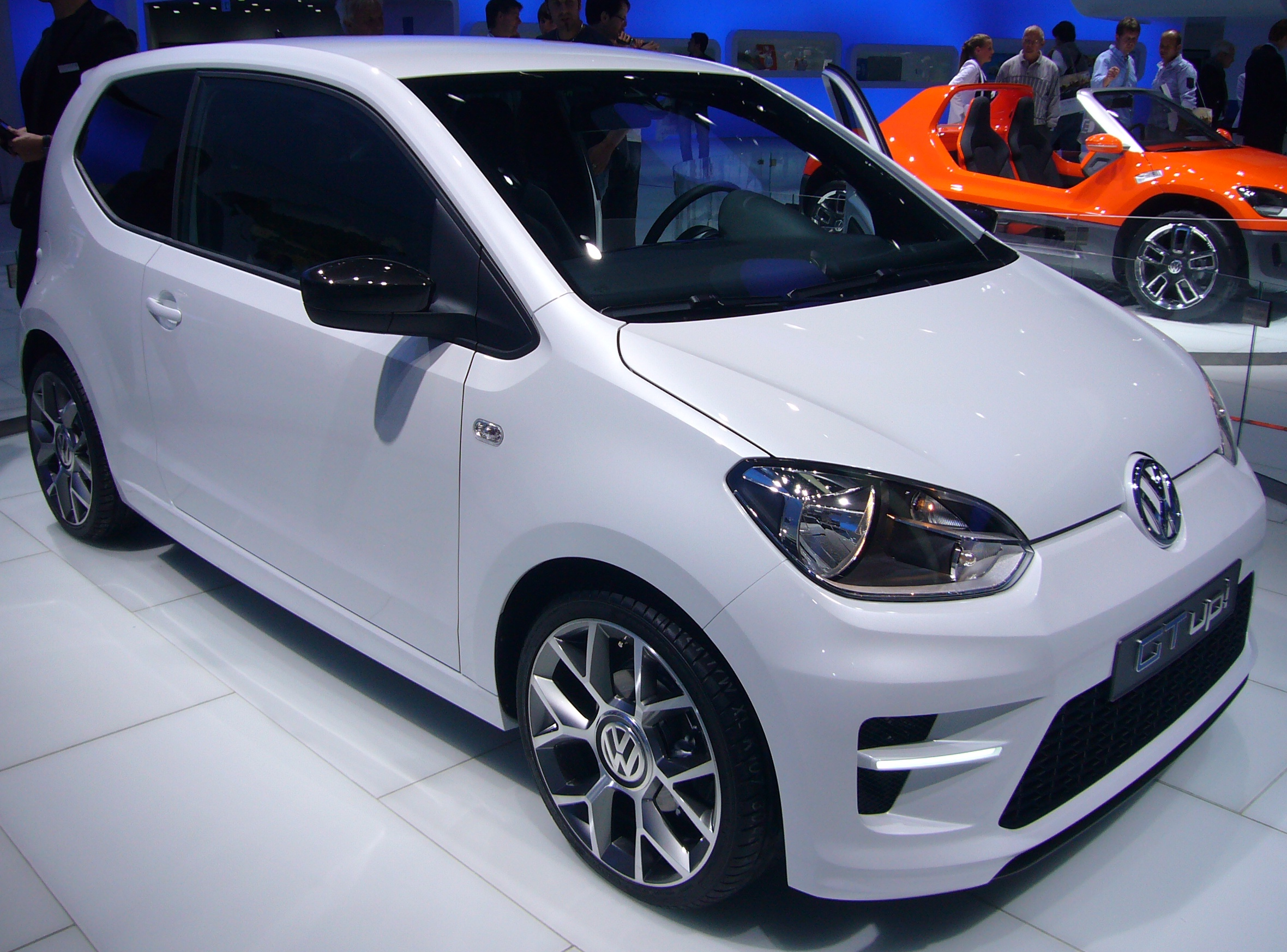
Prototipo Volkswagen GT up!
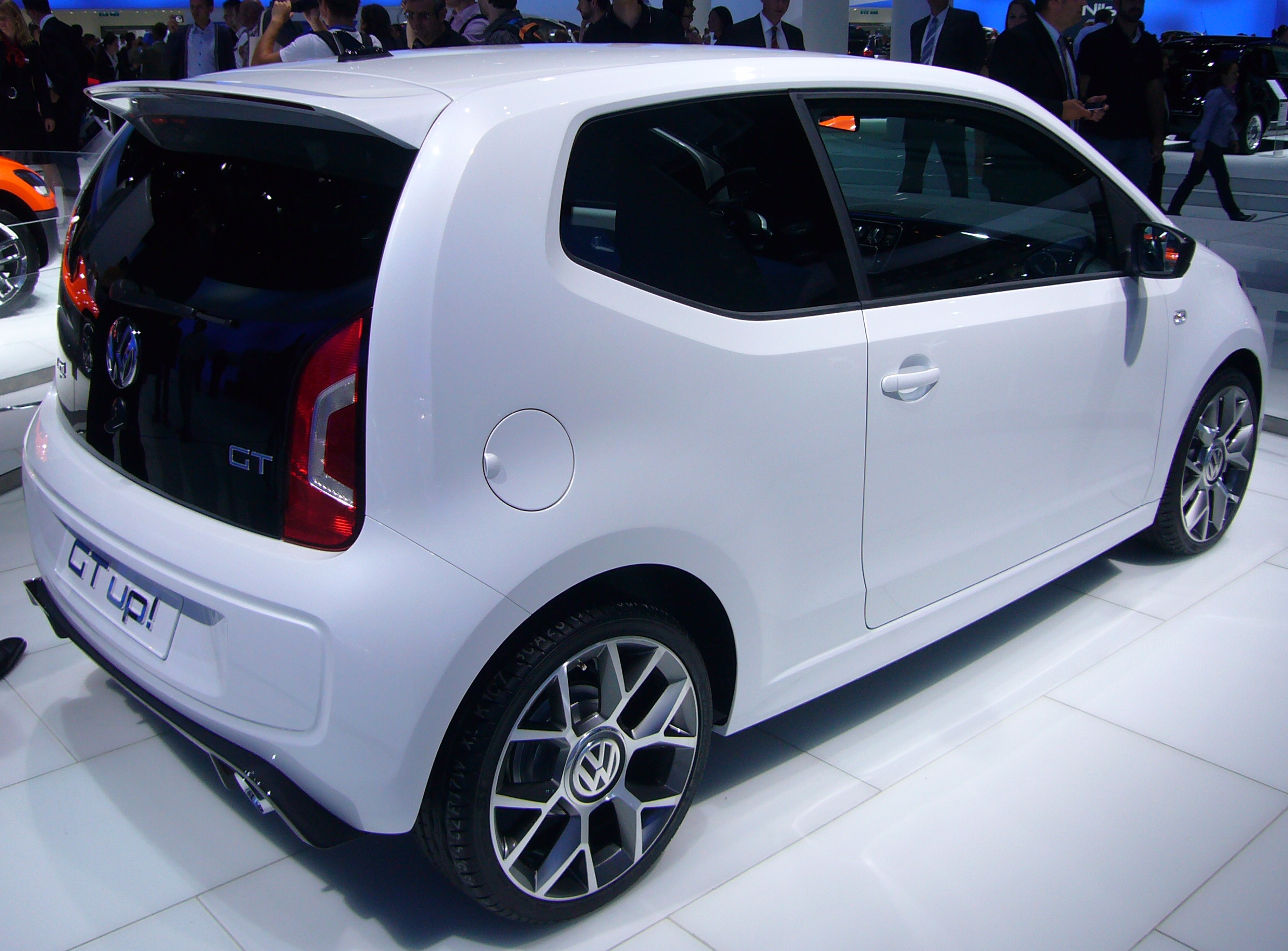
Prototipo Volkswagen GT up!

- El up! Azzura Sailing Team: Es un prototipo al más puro estilo de los viejos Fiat 500 Jolly sesenteros, sin techo y con madera detrás de los respaldos de los asientos, en este caso, a diferencia del buggy up!, con cuatro plazas.

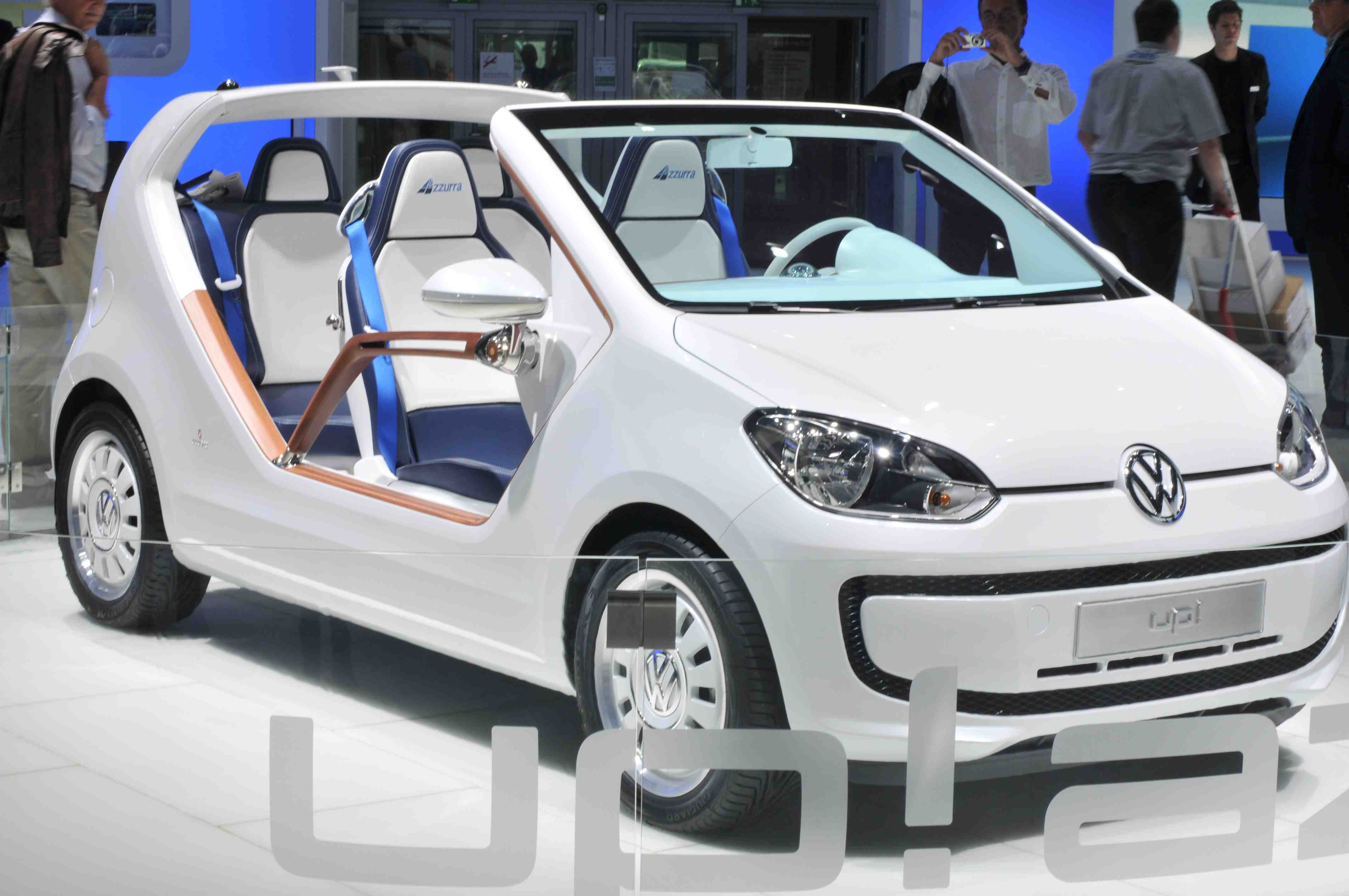
Prototipo Volkswagen up! Azzurra Sailing Team.
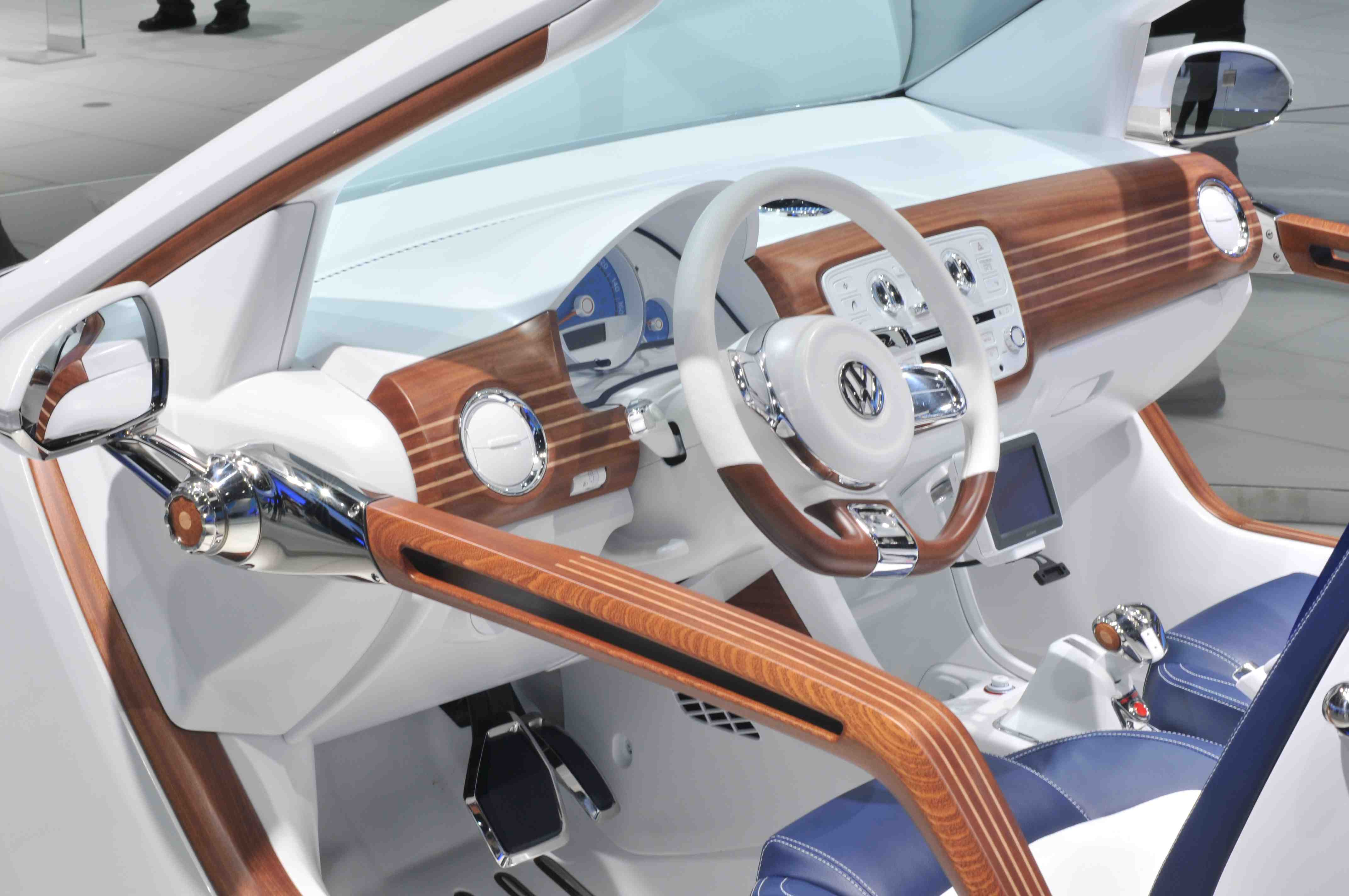
Prototipo Volkswagen up! Azzurra Sailing Team. Tablero de mandos.
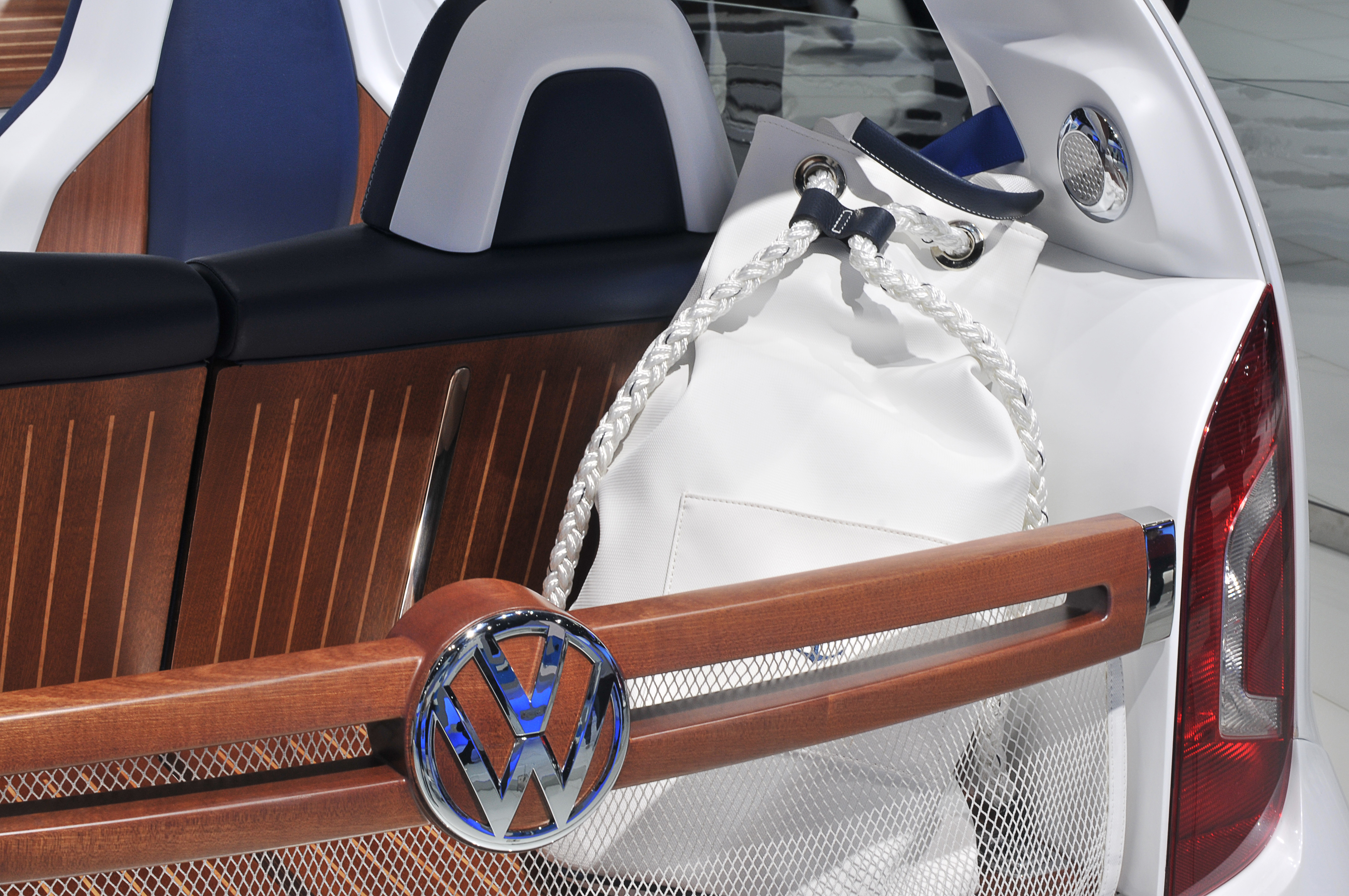
Prototipo Volkswagen up! Azzurra Sailing Team. Maletero (Cajuela).
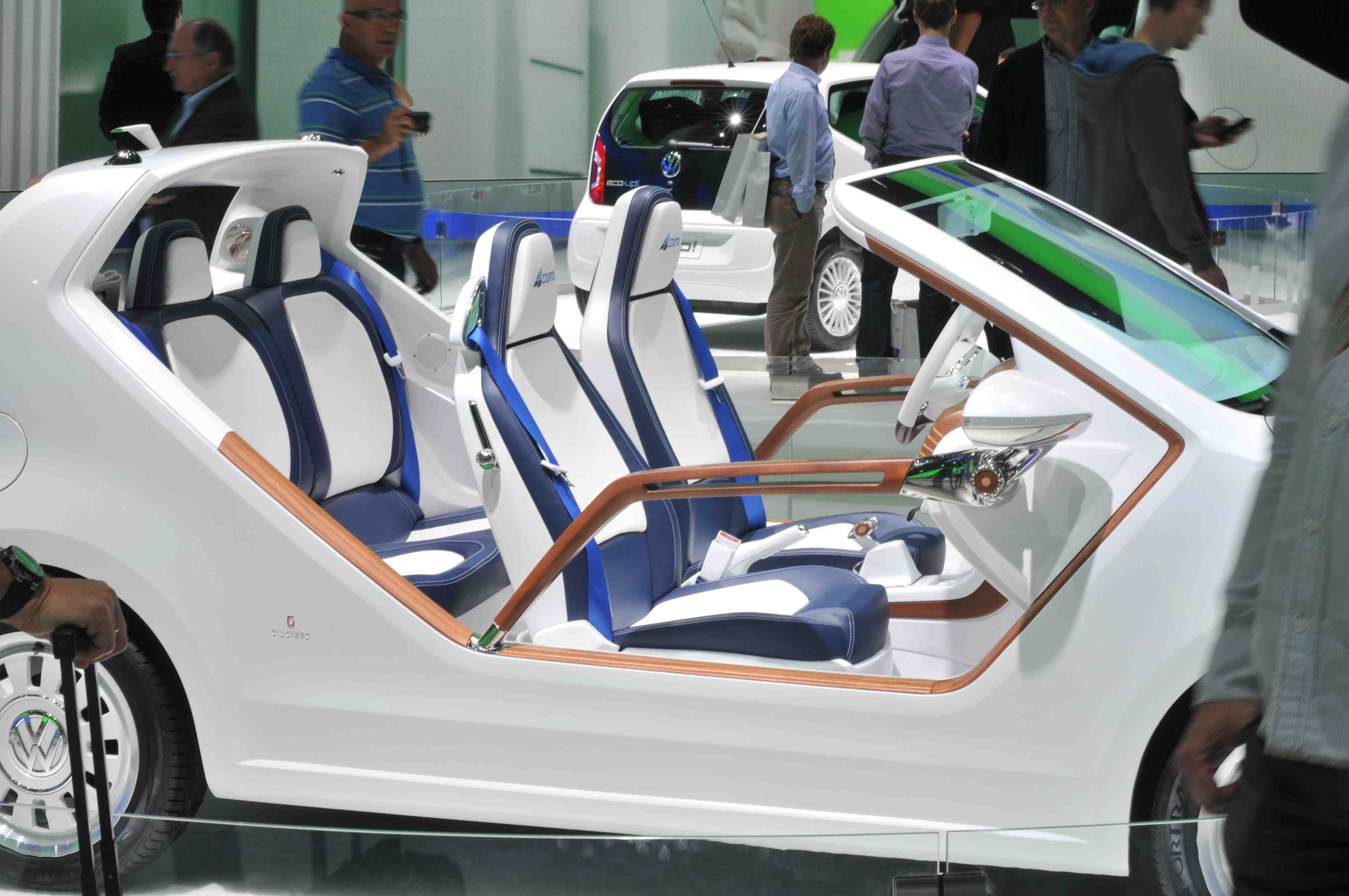
Prototipo Volkswagen up! Azzurra Sailing Team. Asientos.
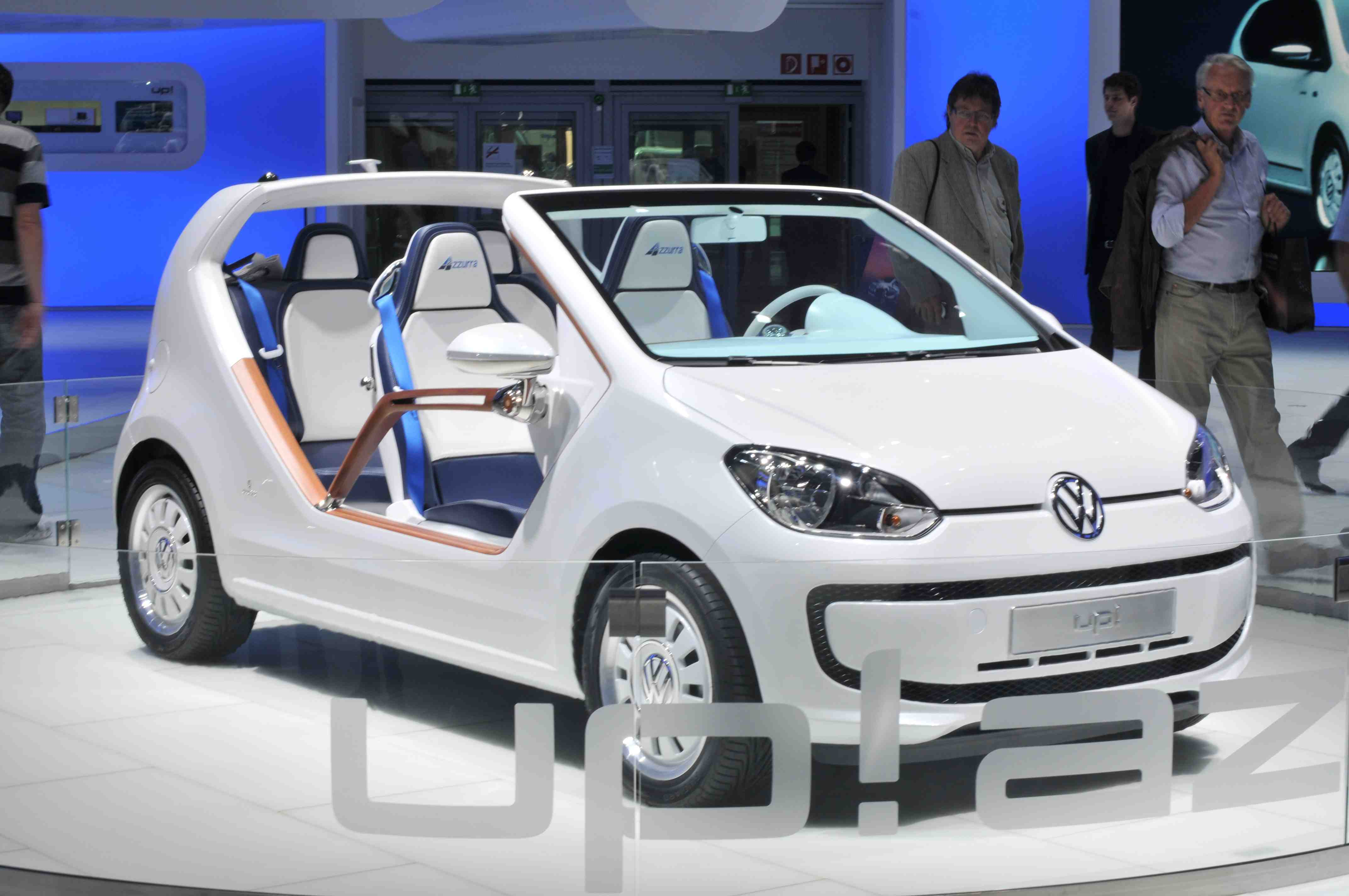
Prototipo Volkswagen up! Azzurra Sailing Team.

### Motorizaciones
En esta primera etapa de producción, la motorización disponible es un tres cilindros en línea de 1,0 litros. Este motor está disponible con potencias de 60 CV (44 kW) y de 75 CV (55 kW), con un consumo combinado de 4,5 litros por cada 100 km o 4,7 litros. Se ha planteado para un futuro cercano una motorización eléctrica, así como una versión sobrealimentada (TSI) con 85 CV (63 kW). Igualmente está contemplado un motor 3 cilindros diésel 1,2 l TDI con 75 CV (55 kW) y un consumo de 3 l/100 km y emisiones de 80 g CO2/km.
| Periodo                        | 2012-presente         | 2012-presente                                     | 2012-presente         | 2014-presente                                  |           |           |           |           |           |           |           |           |           |           |           |
| Tipo de motor                  | L3 12v                | L3 12v                                            | L3 12v                | Eléctrico (374 V) - Batería ion-Li de 18.7 kWh |           |           |           |           |           |           |           |           |           |           |           |
| Diámetro x carrera             | 74.5 mm x 76.4 mm     | 74.5 mm x 76.4 mm                                 | 74.5 mm x 76.4 mm     | -                                              |           |           |           |           |           |           |           |           |           |           |           |
| Cilindrada                     | 999 cm³               | 999 cm³                                           | 999 cm³               | -                                              |           |           |           |           |           |           |           |           |           |           |           |
| Relación de compresión         | 10.5: 1               | 10.5: 1                                           | 11.5: 1               | -                                              |           |           |           |           |           |           |           |           |           |           |           |
| Potencia máxima: CV (kW) @ rpm | 60 CV (44 kW) @ 5000  | 75 CV (55 kW) @ 6200                              | 68 CV (50 kW) @ 6200  | 82 CV (60 kW) @ 12000                          |           |           |           |           |           |           |           |           |           |           |           |
| Par máximo: Nm @ rpm           | 95 Nm @ 3000-4300     | 95 Nm @ 3000-4300                                 | 90 Nm @ 3000          | 210 Nm @ 2800                                  |           |           |           |           |           |           |           |           |           |           |           |
| Tracción                       | Delantera             | Delantera                                         | Delantera             | Delantera                                      | Delantera | Delantera | Delantera | Delantera | Delantera | Delantera | Delantera | Delantera | Delantera | Delantera | Delantera |
| Transmisión                    | Manual, 5 velocidades | Manual, 5 velocidades / Automática, 5 velocidades | Manual, 5 velocidades | Automática, variador continuo                  |           |           |           |           |           |           |           |           |           |           |           |
| Peso                           | 929 kg                | 929 kg                                            | 929 kg                | 1214 kg                                        |           |           |           |           |           |           |           |           |           |           |           |
| Aceleración (0-100 km/h)       | 14.4 s                | 13.2 s                                            | 16.3 s                | 12.4 s                                         |           |           |           |           |           |           |           |           |           |           |           |
| Velocidad máxima               | 160 km/h              | 171 km/h                                          | 164 km/h              | 130 km/h                                       |           |           |           |           |           |           |           |           |           |           |           |
| Consumo combinado (L/100 km/h) | 4.5                   | 4.7                                               | 2.9                   | -                                              |           |           |           |           |           |           |           |           |           |           |           |

### Dimensiones
El modelo base de 3 puertas tiene una longitud de 3540 mm, una batalla (distancia entre ejes) de 2420 mm, un ancho total de 1641 mm y una altura total de 1478 mm. Su capacidad de carga está estimada en 400 kg, su maletero (cajuela) tiene una capacidad de 251 litros, y su coeficiente aerodinámico es de 0,33 cw.

### Equipamiento
La oferta inicial del up! se compone de las versiones Take up! (básica), Move up! (intermedia), High up! (de lujo) y dos ediciones especiales de lanzamiento que son el black up! y el white up!, ambos basados en la versión tope high up! caracterizados por sus ruedas de aleación "Classic" 16" con acentos al color del coche, y con interiores armonizados al color de la carrocería (negro para black up! y blanco para white up!). La oferta inicial de carrocerías se compuso del modelo de 3 puertas, presentándose el 5 puertas dos meses más tarde.
Para el Salón del Automóvil de Ginebra de 2013 se presenta el cross up!, que al igual que otros modelos de la marca, como el CrossFox o el CrossPolo, presenta una apariencia que lo hace ser semejante a un SUV presentando molduras en color contrastante, así como una suspensión ligeramente sobre-elevada sobre el resto de las versiones del up!. El cross up! está únicamente disponible con carrocería de 5 puertas.

### Pruebas de choque
- Euro Ncap:

Obtuvo una calificación de 5 estrellas (de un total de 5) totalizando 32 puntos para adultos, 39 para ocupantes niños, de 17 para peatones y de 6 en asistencia a la seguridad . La unidad testeada fue producida en 2011.

### Volkswagen e-up!

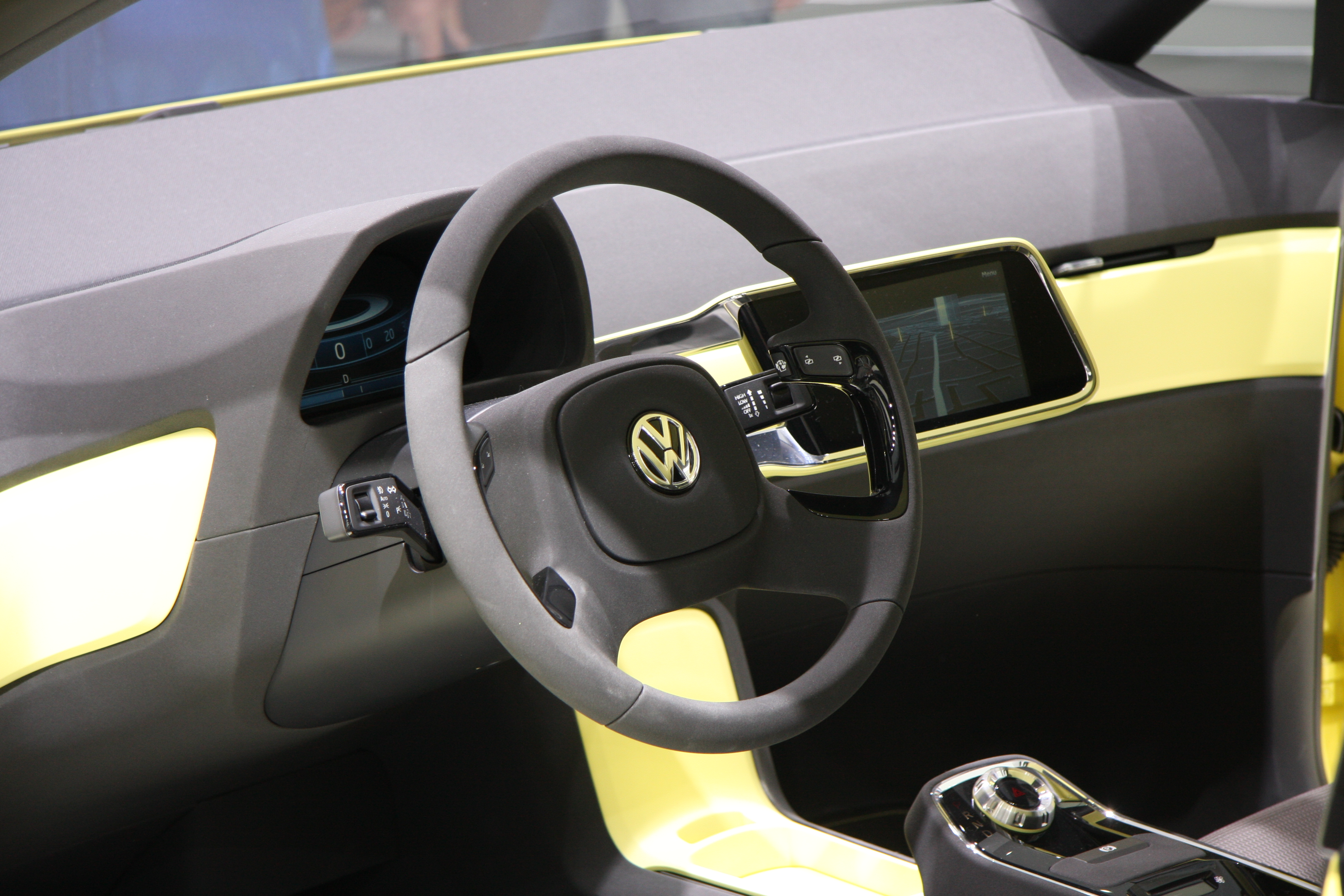
Cabina del VW E-Up!

El e-up! se puso a la venta en noviembre de 2013 por 26 900 €.
Está propulsado por un motor eléctrico de 60 kW (82 CV) que mueve las ruedas. Proporciona un par motor de 210 Nm. La aceleración de 0 a 100 km / h, es de 11,3 segundos, La aceleración de 0 a 60 km/h es de 5 segundos.
Con una capacidad de 18,7 kilovatios-hora, la batería posibilita una autonomía de hasta 160 kilómetros.

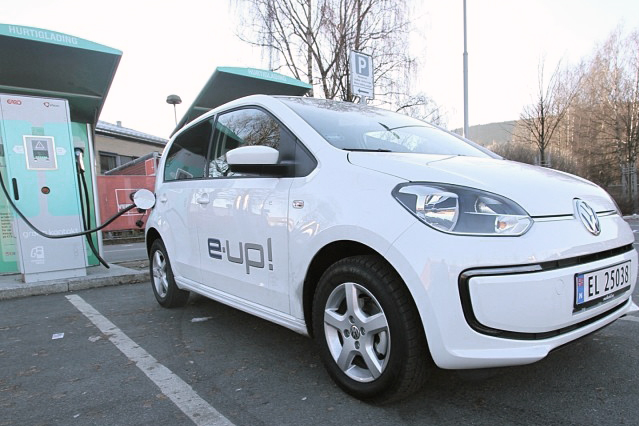
Recarga de un VW E-Up!

Pueden recargarse tanto en una estación de carga, como en un enchufe doméstico.
El conector del cargador es conforme al Sistema de Carga Combinada (CCS) y está ubicado en la parte posterior derecha de la tapa.
Según VW, la carga rápida CCS lleva la batería a un estado de carga del 80% en menos de 30 minutos.
La duración depende de dónde se cargue, la duración de la carga oscila entre menos de 30 minutos y hasta 12 horas.
- Toma de corriente doméstica: de 10 a 12 horas con el cable suministrado.
- Wallbox: de 6 a 8 horas con el aparato Wallbox que opcionalmente puede instalar en su garaje.
- Estación de carga CCS: hasta 30 minutos en estaciones de recarga rápida.[19]

## Ediciones especiales y limitadas
Como buen automóvil dirigido a jóvenes con gusto por la personalización, desde su lanzamiento, el Volkswagen up! se ha estado ofreciendo regularmente en ediciones limitadas en la mayoría de los mercados en los cuales se ha comercializado. Enseguida está la lista con las ediciones más importantes:

### black up! y white up!
Ediciones de lanzamiento basadas en la versión high up! y se caracterizan por lo siguiente: pomo de transmisión manual y freno de mano en imitación de piel, vestidura específica de tela con imitación piel, faros antiniebla con filo cromado, molduras laterales cromadas, carcasas de espejos exteriores cromadas, ruedas de aleación 16" "Classic" con acentos al color de la carrocería (15" "Berlin" en los modelos de América Latina), sistema de sonido AM/FM/CD/MP3/AUX-in/Bluetooth/iPod con 6 bocinas, estribos delanteros en aluminio. Color exterior Negro y blanco para black up! y white up! respectivamente. Para Latinoamérica solo están disponibles en 5 puertas.

### red up!
Edición de lanzamiento de características semejantes a las dos versiones anteriores, el red up! solo se produjo en Brasil para su mercado local. Su color exterior es Rojo Flash y estuvo disponible únicamente en 5 puertas.

### cheer up!
Está basado en la versión move up!. Se carracteriza al exterior por sus ruedas de aleación "Spoke" 15" con acabado antracita, espejos exteriores en gris galvano, faros antiniebla con aplicación cromada y moldura lateral cromada. Al interior recibe molduras cromada en consola central, controles e instrumentos, tablero al color del coche, estribos de aluminio en puertas con logotipo "up!", radio RCD 215 con CD, MP3, AUX-in y dos bocinas, vestidura de asientos específica, tapetes de alfombra delanteros y traseros, entre otros.

### groove up!
Basado en el high up!, disponible en 3 o 5 puertas, inclulye en su dotación de línea un equipo de sonido firmado por Fender con seis bocinas, subwoofer y un amplificador de 300 W. También tiene como equipo de serie el sistema de info-entretenimiento "Maps & More" con GPS y Bluetooth. Los asientos delanteros llevan calefacción y orillas en color naranja, los pomos de la palanca de velocidades y la palanca de freno de mano llevan detalles en color naranja, al igual que el tablero, que lleva aplicaciones en ese mismo color. Sus ventanas traseras son obscurecidas en 65% adicional respecto a las frontales, por fuera se le reconoce por sus ruedas de aleación "Upsilon" 16" y sus espejos exteriores con acabado negro brillante. Aunque está disponible en varios colores exteriores, el más destacado es un color Naranja metálico, introducido a la gama con esta edición.

### rock up!
Basado en el high up!, disponible únicamente en 3 puertas, incluye en su equipo de serie una franja plata con orillas antracita en capó y toldo, además de un kit estético que consiste en un espóiler delantero acabado en negro brillante, estribos laterales, espóiler, difusor traseros y espejos exteriores negro brillante (cromados en los coches pintados en negro), ruedas de aleación de 16" "Upsilon". Al interior, incluye asientos delanteros con calefacción, aire acondicionado, sistema de info-entretenimiento "Maps & More" con 6 bocinas. Su interior puede ser gris o negro.

### orange up!
Edición limitada a 1,000 ejemplares exclusiva para el mercado japonés, de los cuales 650 se pintaron en el color exclusivo Hot Orange Metálico, 200 en Negro Profundo Perlado y 150 en Plata Reflex Metálico. El tablero tiene terminados en Hot Orange Metálico (no importa el color exterior). El volante, la palanca de freno de mano y la de velocidades tienen cubierta de piel con costuras anaranjadas, mientras que los asientos son en dos tonos de gris con una franja anaranjada en las orillas. Al exterior los espejos tienen acabado en negro brillante, y se distingue por sus ruedas de aleación 16" "Triangle".

### street up!
Edición basada en el high up!, disponible en los colores Blanco Puro, Plata Reflex Metálico, Negro Profundo Perlado y Blanco Oryx efecto Nácar. Su tablero tiene aplicaciones al color de la carrocería. Su vestidura es de tela en color negro con detalles y costuras en amarillo diseño "Street", el volante y los pomos de la palanca de velocidades y de la palanca de freno de mano. Por fuera se distingue por sus franjas laterales y encima de capó, toldo y fascia trasera con orillas amarillas (Negras en los ejemplares Plata Reflex, y plateadas en el resto de los colores). Los espejos exteriores y molduras de los faros antiniebla están terminados en gris satinado. Sus ruedas son las "Upsilon" de 16", mientras que mecánicamente se caracteriza por su suspensión de reglado deportivo.

### club up!
Nuevamente basado en el high up!, el club up! forma parte de la ofensiva de Volkswagen con las versiones "Club" y "Lounge". Sus colores disponibles son Blanco Puro, Blanco Oryx efecto Nácar, Negro Profundo Perlado, Plata Reflex Metálico, Plata Tungsteno Metálico y un color específico llamado Blueberry Metálico. Su interior se caracteriza por su tapizado en diseño tipo escocés "Tartan" en combinación gris con antracita, aplicación del tablero al color de la carrocería (negras para los ejemplares pintados en Plata Reflex Metálico). Al exterior, se distingue por sus franjas laterales en color plata (negras para los ejemplares pintados en Plata Reflex Metálico), sus vidrios traseros sobre entintados y ruedas de aleación "Ravenna" 15".

### jeans up!
Una vez más basado en el high up! Exteriormente se distingue por sus ruedas de aleación de 16" "Black Triangle", espejos exteriores con acabado cromado, una banda azul degradada en la parte inferior lateral, emblema "jeans" en las puertas delanteras, faros antiniebla con moldura cromada, ventanas laterales traseras con entintado de privacidad. Al interior, sus asientos tienen una vestidura exclusiva en tela de mezclilla, cuadros de piel en color "Sioux" con emblema "up!" en asientos y paneles interiores de puertas. El tablero tiene acentos cromados en las salidas de la ventilación y en la consola central. El volante, el pomo de la palanca de velocidades y el mango del freno de mano están cubiertos con piel en tono obscura con partes en "Sioux". La computadora de viaje y el control de crucero también forman parte del equipo de serie.

## El Volkswagen up! en América Latina
El Volkswagen up! se presentó en Brasil a principios de 2014, para reemplazar en ese mercado a la segunda generación del Gol (G4), cuya plataforma data de 1994. Inicialmente disponible solamente con carrocería de 5 puertas, unas semanas más tarde se presentó la variante de 3 puertas.
En febrero de 2014 Volkswagen presenta el up! adaptado para los mercados de América Latina. Hecho en Brasil, y difiere del up! fabricado en la República Checa porque es más largo en su parte posterior (65 milímetros más de longitud total). Toda la parte posterior del coche fue modificada para acomodar un tanque de combistible de mayor capacidad (50L en lugar del tanque de 35L del modelo europeo), un neumático de repuesto de tamaño convencional e espacio adicional de carga. Todas las versiones tienen una escotilla trasera con metal al color de la carrocería en lugar de la pieza de cristal obscurecido integrada con el medallón utilizado en el up! europeo. El up! brasileño con carrocería de 5 puertas tiene un diseño diferente en porteriores ya que sus cristales están seccionados y sus ventanas que suben y bajan, a diferencia de las ventanas de las puertas traseras del up! europeo que son fijas con apertura basculante. El modelo sudamericano mantiene los niveles de seguridad de la versión europea con una calificación de cinco estrellas por la LatinNCAP gracias a la utilización de elementos de acero de alta resistencia.
Por su parte, el motor del Volkswagen up! hecho en Brasil es el mismo motor conocido de 3 cilindros con 1.0 L de desplazamiento con 75 cv (82 cv cuando se usa con alcohol etílico) y 1.0 TSI turbo en la versión Pepper con 110 cv. Sin embargo, para Brasil tiene la tecnología "Total Flex" que puede funcionar indistintamente con alcohol etílico o gasolina o con cualquier mezcla de ambos. Sus transmisiones, al igual que el modelo europeo es manual de 5 velocidades o semiautomática ASG de 5 velocidades (llamada "i-Motion" en América Latina).
En junio de 2015, el up! hecho en Brasil se comercializa en Brasil, Argentina y Uruguay, con gran éxito en ventas, mientras se prepara su lanzamiento en otros países de la región, como en México, donde Volkswagen de México ya anunció su próxima introducción a finales de 2015.

### Equipamiento
La oferta inicial del up! para América Latina se compone de las versiones take up!, move up!, high up! y tres ediciones especiales de lanzamiento que son el black up!, el white up! y el red up!, este último para venta únicamente en Brasil. Posteriormente se lanza el cross up!, que al igual que en el modelo europeo, solo está disponible en 5 puertas.

### Seguridad
- Latin NCAP:

Obtuvo una calificación de 5 estrellas (de un total de 5) totalizando 15.86 puntos de un máximo de 17.00 para adultos, y de 4 estrellas (de un total de 5) para pasajeros niños. La unidad testeada era producida en Brasil y la prueba tuvo lugar en 2014 (protocolo obsoleto).
Comentarios:
Tanto la cabeza como el cuello recibieron buena protección en el impacto frontal. Los sistemas de retención brindaron protección adecuada al pecho del conductor y del acompañante. Las lecturas para las rodillas del conductor y acompañante permanecieron en niveles aceptables y se demostró que estas partes ofrecen un nivel de protección similar para pasajeros de diferentes tamaños o sentados en diferentes lugares. El área de los pies permaneció casi sin deformaciones tras el impacto. La carrocería fue considerada estable y capaz de resistir mayores cargas. El vehículo pasó la prueba de impacto lateral UN95.
Las sillas infantiles Isofix para los niños de 3 y 1 1/2 años fueron capaces de evitar un excesivo desplazamiento hacia delante durante el impacto y brindaron una buena protección en ambos casos. Las instrucciones de instalación en ambas sillas infantiles fueron suficientes y se encontraban unidas de manera permanente a la silla. El vehículo advertía sobre los peligros asociados a la instalación de una silla infantil con vista hacia atrás en el asiento del acompañante con un airbag activado cumpliendo con los requerimientos de Latin NCAP.

## Prototipos del Volkswagen up!

### Up! (prototipo)

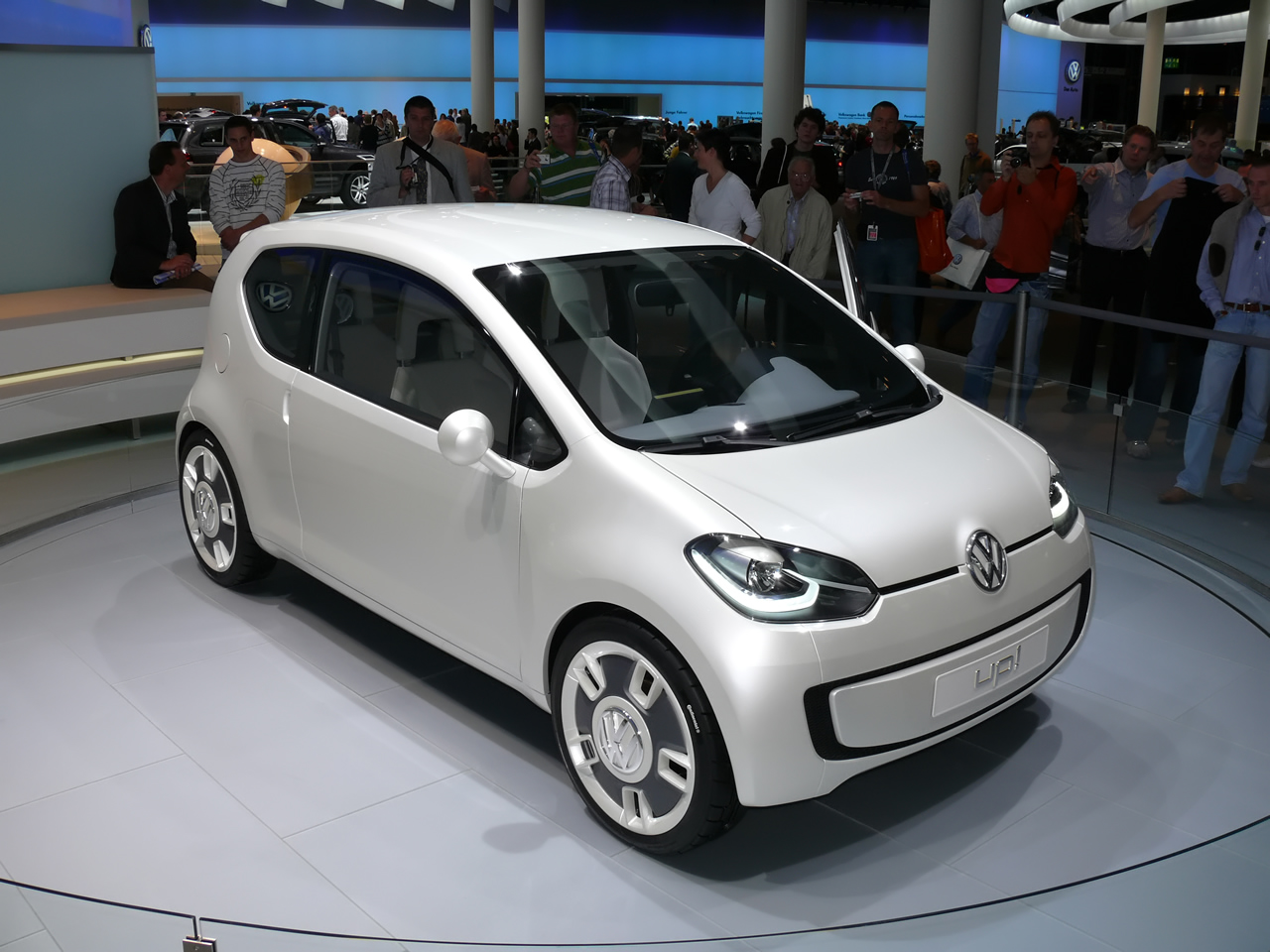
Prototipo Volkswagen up!

El primer up! debutó en el Salón del Automóvil de Frankfurt de 2007. Es un cuatro plazas con carrocería hatchback de tres puertas que tiene un motor trasero bóxer, tracción trasera y ruedas de 18". Este primer prototipo tiene una longitud de 3.45 m. Su anchura total es de 1.63 m, y su altura de 1.50 m. Para un mejor aprovechamiento de su espacio interior, todos los asientos de cubo son (inclusive el del conductor) abatibles o desmontables por completo, inflados por aire. Una característica especial de este estudio fue el motor trasero, que e su camino hacia la producción se descartó por razones de costo. Piezas de la transmisión y la dirección son del Volkswagen Polo.
El panel de instrumentos cuenta con dos pantallas: La primera es una pantalla de ocho pulgadas, mientras que los controles de la ventilación, el sistema de navegación y el equipamiento audiovisual están centralizados en una segunda pantalla táctil de siete pulgadas.

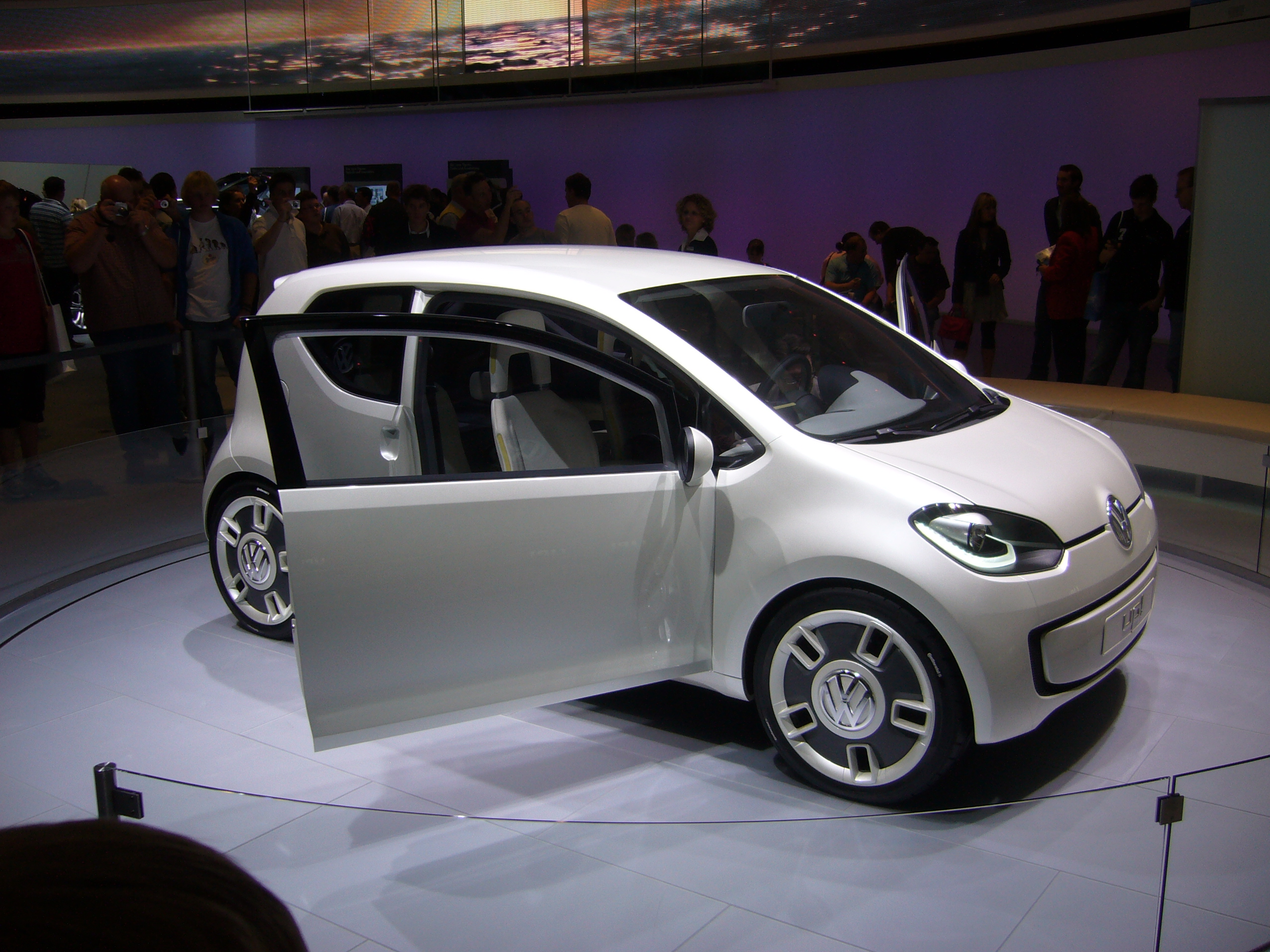
Prototipo Volkswagen up!
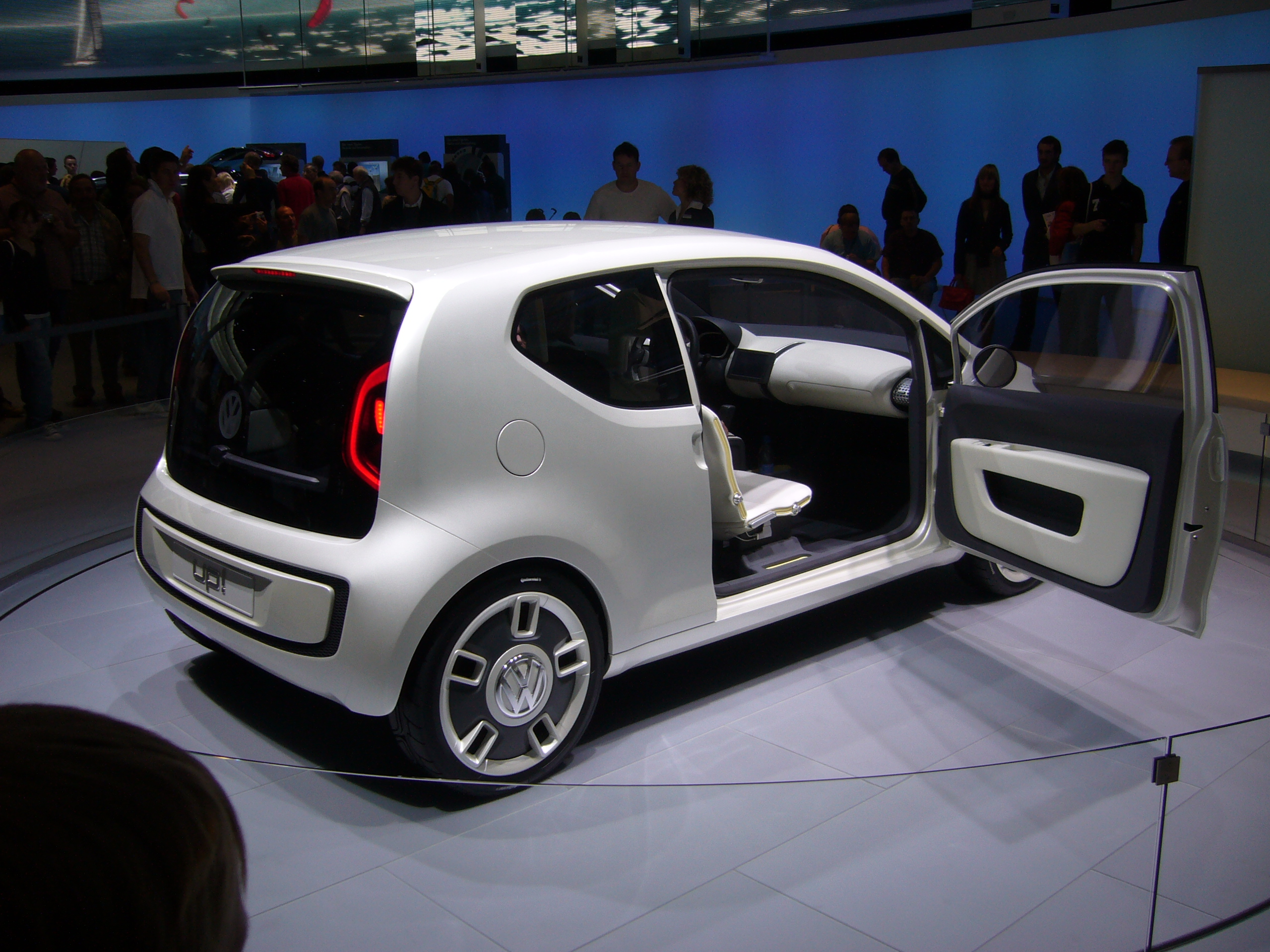
Prototipo Volkswagen up! Vista 3/4 posterior.
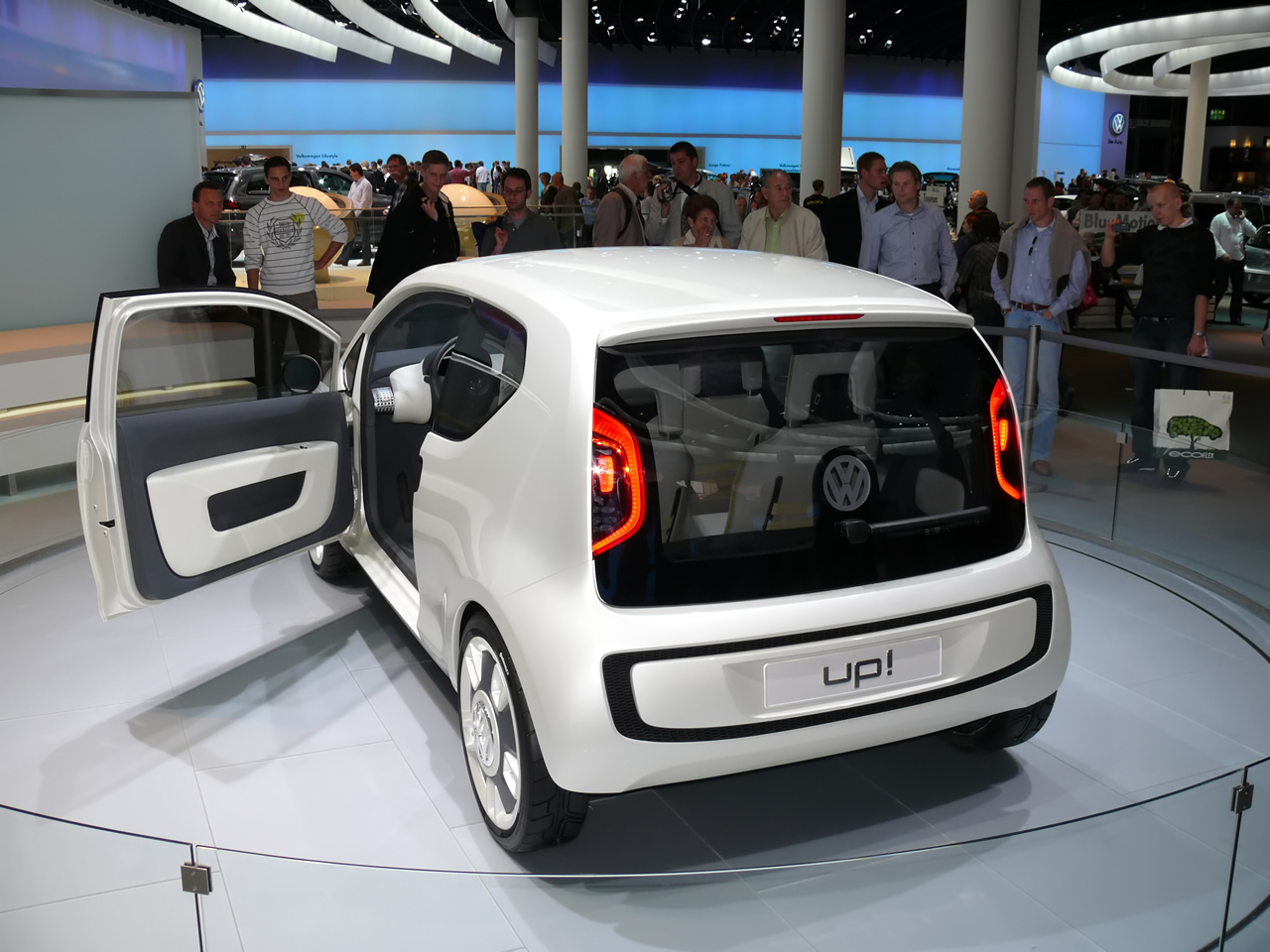
Prototipo Volkswagen up! Vista posterior.

### Space up!

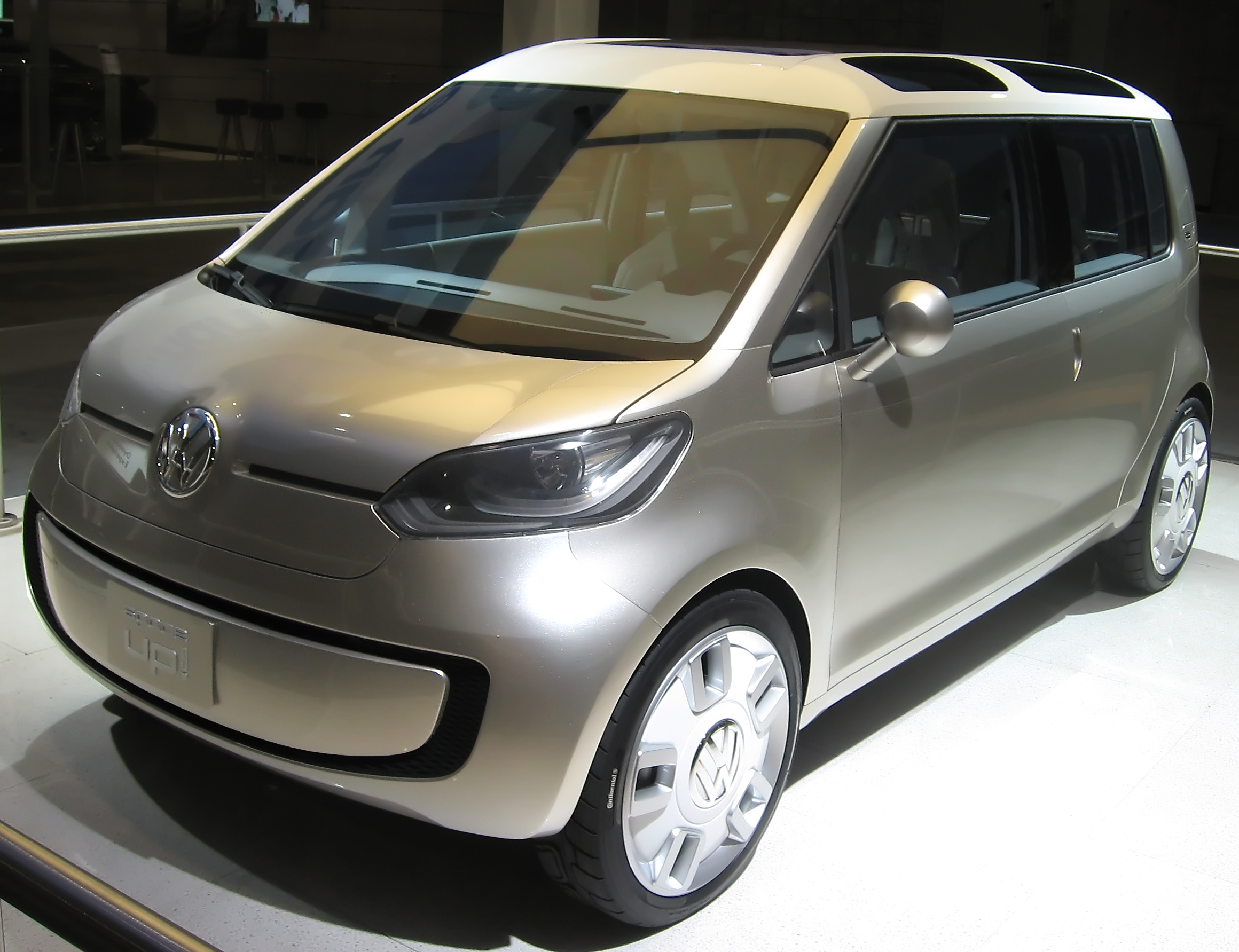
Volkswagen space up!.

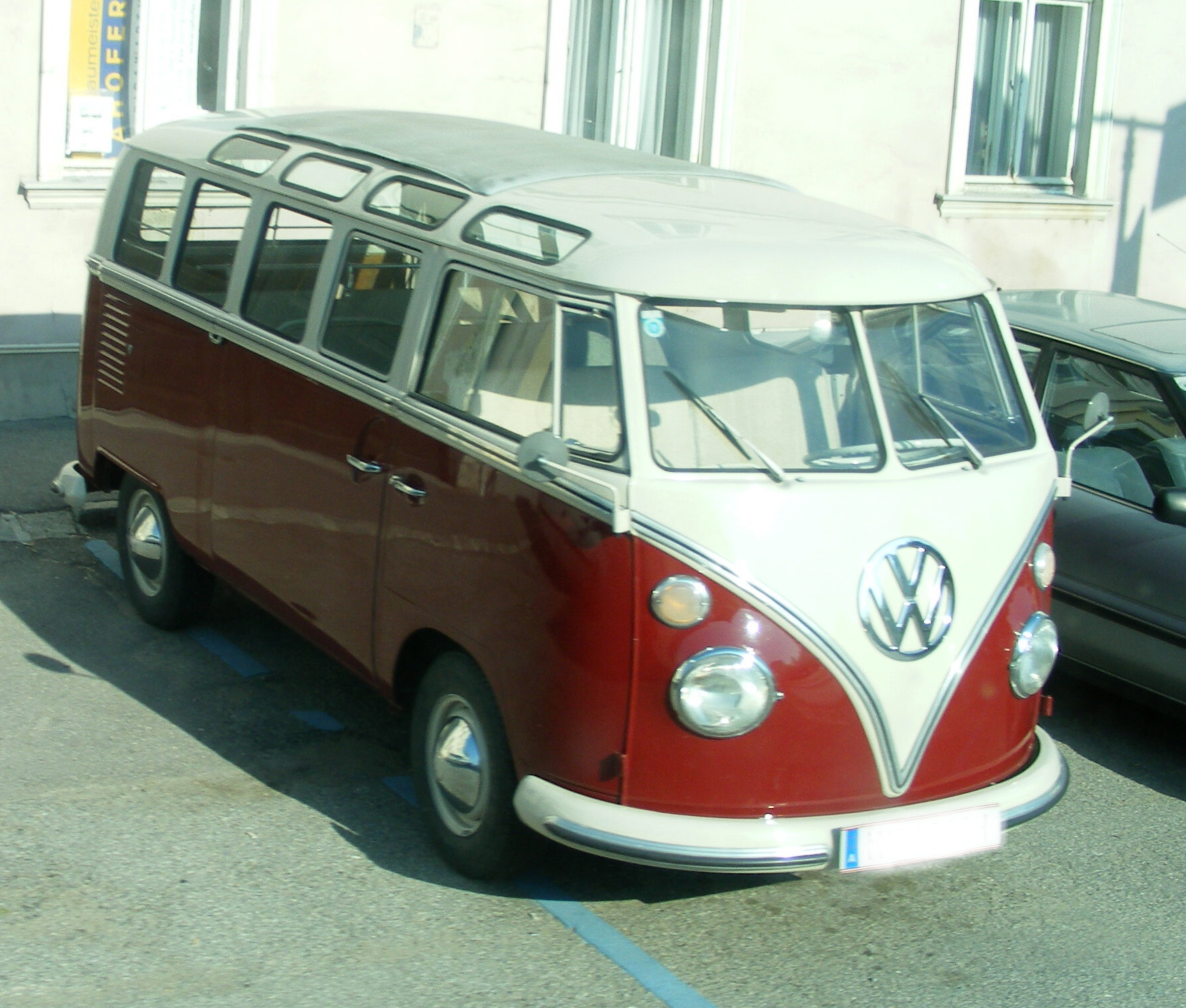
Volkswagen T1 Samba Bus. Sirvió de inspiración para el diseño del space up!.

El pequeño monovolumen de cuatro plazas space up! debutó en el Salón del Automóvil de Tokio de 2007. ste nuevo prototipo deriva del prototipo Volkswagen up!, sin embargo, a diferencia del up! original, es un cinco puertas y tiene una longitud 230 mm mayor lo que hace que su longitud total sea de 3.68 m (lo que es 15 cm más corto que el Volkswagen Fox. Las puertas traseras tienen apertura inversa, como en el Mazda RX-8 debido a que sus puertas laterales traseras se apoyan en el poste C, se elimina por completo el poste B. Su batalla (distancia entre ejes) también es mayor, situándose en 2.56 m, mientras que su anchura total es la misma que la del up!, siendo de 1.63 m.
También, por primera vez, Volkswagen mostró imágenes de su motor, en este caso un motor de gasolina con inyección directa de combustible (FSI).

### Space up! blue
El prototipo de cuatro plazas space up! blue, la tercera variante de la serie de prototipos Volkswagen up! debutó en el Salón del Automóvil de Los Ángeles de 2007.El space up! blue es casi exteriormente idéntico al space up!, excepto por un techo similar al de la Volkswagen Samba Bus T1 con sus pequeñas ventanas laterales superiores, sin embargo, su techo alberga un panel solar de 150 W. El space up! Blue tiene un motor eléctrico de 45 kW de potencia que recarga sus baterías. Esto significa que su altura total se incrementa hasta 1.57 m, mientras que su peso en vacío tiene una cifra modesta (para un híbrido) de 1,090 kg. Su motor es alimentado por doce baterías de iones de litio, que le confieren una autonomía de 100 km. Combinado con celda de combustible, la autonomía se extiende a 350 km.

### Prototipo eléctrico e-up!

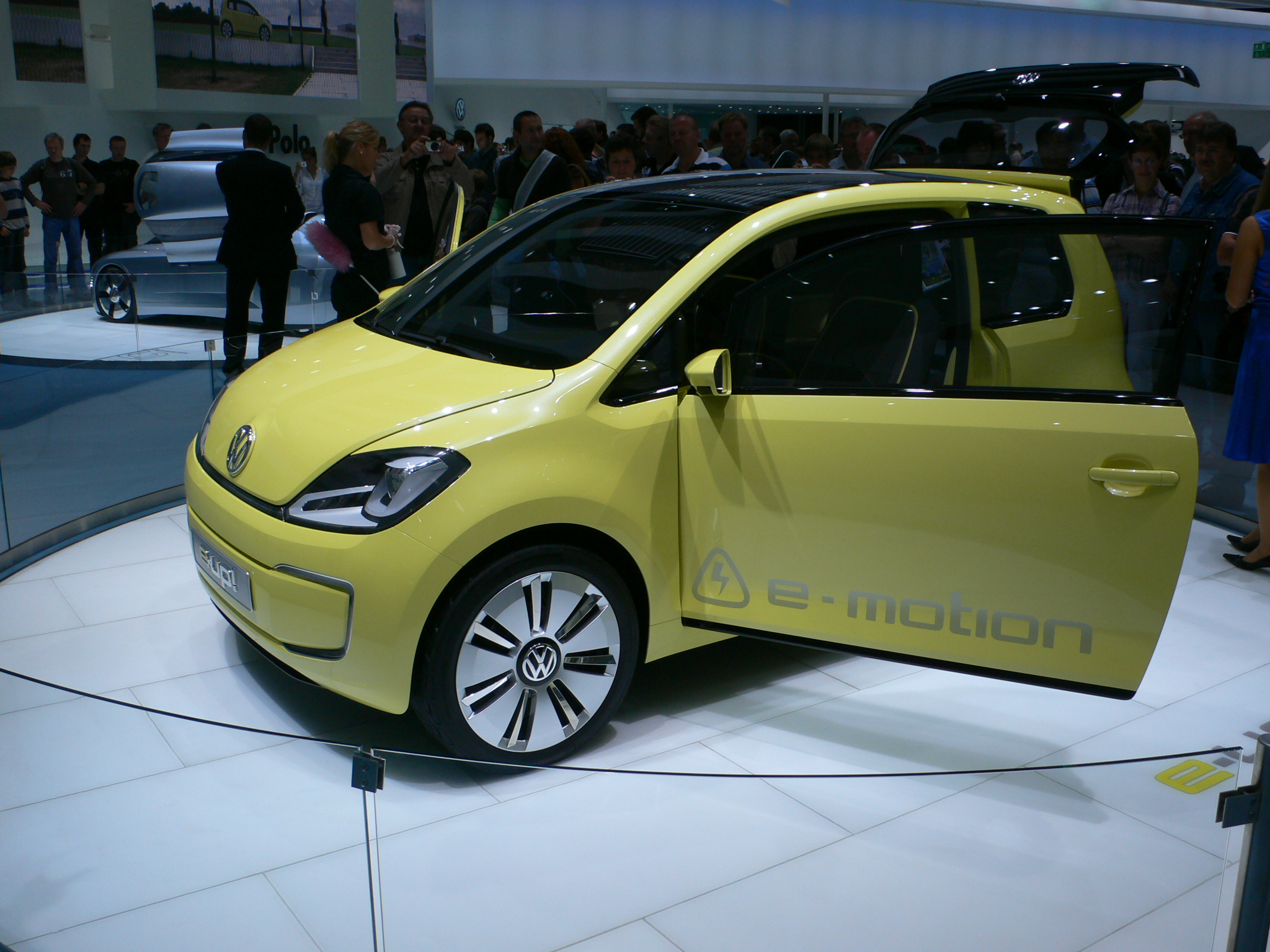
Prototipo Volkswagen e-up!

El vehículo eléctrico de dos puertas "e-up!" se presentó en el 63 Salón del Automóvil de Frankfurt en 2009. En julio de 2011 Volkswagen anunció que el e-up! tiene programado su lanzamiento al mercado a principios de 2013.
El e-up! que tiene una longitud total de 3.19 m tiene una configuración de 3+1 asientos. Tiene un motor eléctrico delantero de 60 kW (82 CV) (continuamente con 40kW - 54 CV) y tracción delantera. Este motor eléctrico genera un par motor de 210 nm. La energía es suministrada a través de unas baterías de ion-litio de 18 kW/horas, que le proporcionan una autonomía de hasta 130 km. Un sistema de carga rápida hace que las baterías se carguen hasta el 80% de su capacidad en una hora, mientras que una conexión regular de 230 V hace que tome hasta 5 horas. El toldo del e-up! consiste en una serie de celdas solares que ocupan una superficie de 1.4 metros cuadrados. Estas celdas solares proporcionan energía para el sistema eléctrico del vehículo, y cuando este es estacionado se activan unos ventiladores eléctricos que contribuyen a refrescar el interior del auto, sobre todo cuando se queda bajo la luz solar en días calurosos. El área total de las celdas solares pueden incrementarse hasta 1.7 metros cuadrados abatiendo las viseras al interior del auto.
Con un peso en vacío de 1,085 kg, el e-up! tiene una aceleración máxima de 0 a 100 km/h en 11.3 segundos, pudiendo alcanzar una velocidad máxima de 135 km/h. El e-up! mide 3.19 m de largo total, 1.64 de ancho, y una batalla (distancia entre ejes) de 2.19 m.
Su equipamiento Interior incluye una pantalla táctil (HMI), una característica notable permite que la carga se retrase en la programación de HMI, utilizando los horarios de tarifas nocturnas de electricidad. También puede ser programado a través de un iPhone o un dispositivo similar.

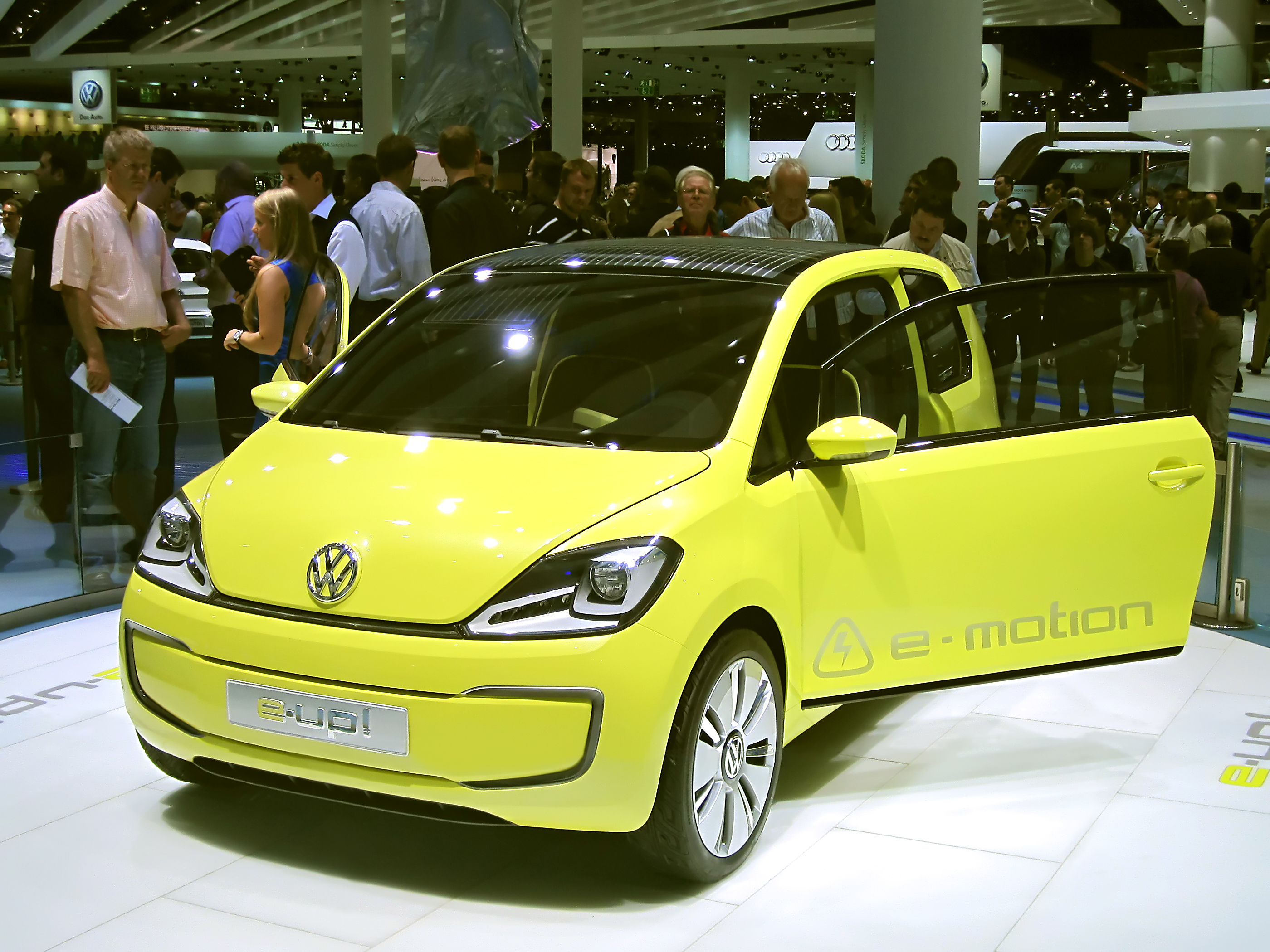
Prototipo Volkswagen e-up!
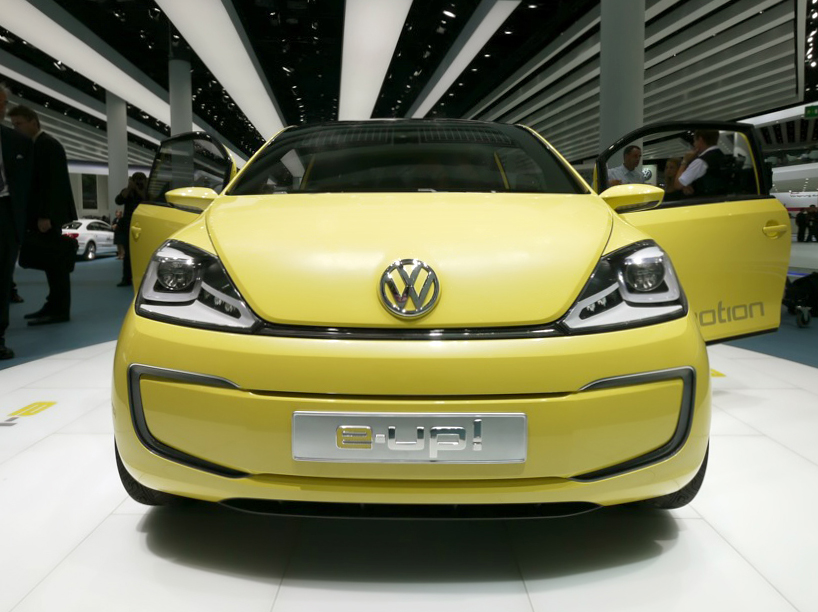
Prototipo Volkswagen e-up!, vista frontal.
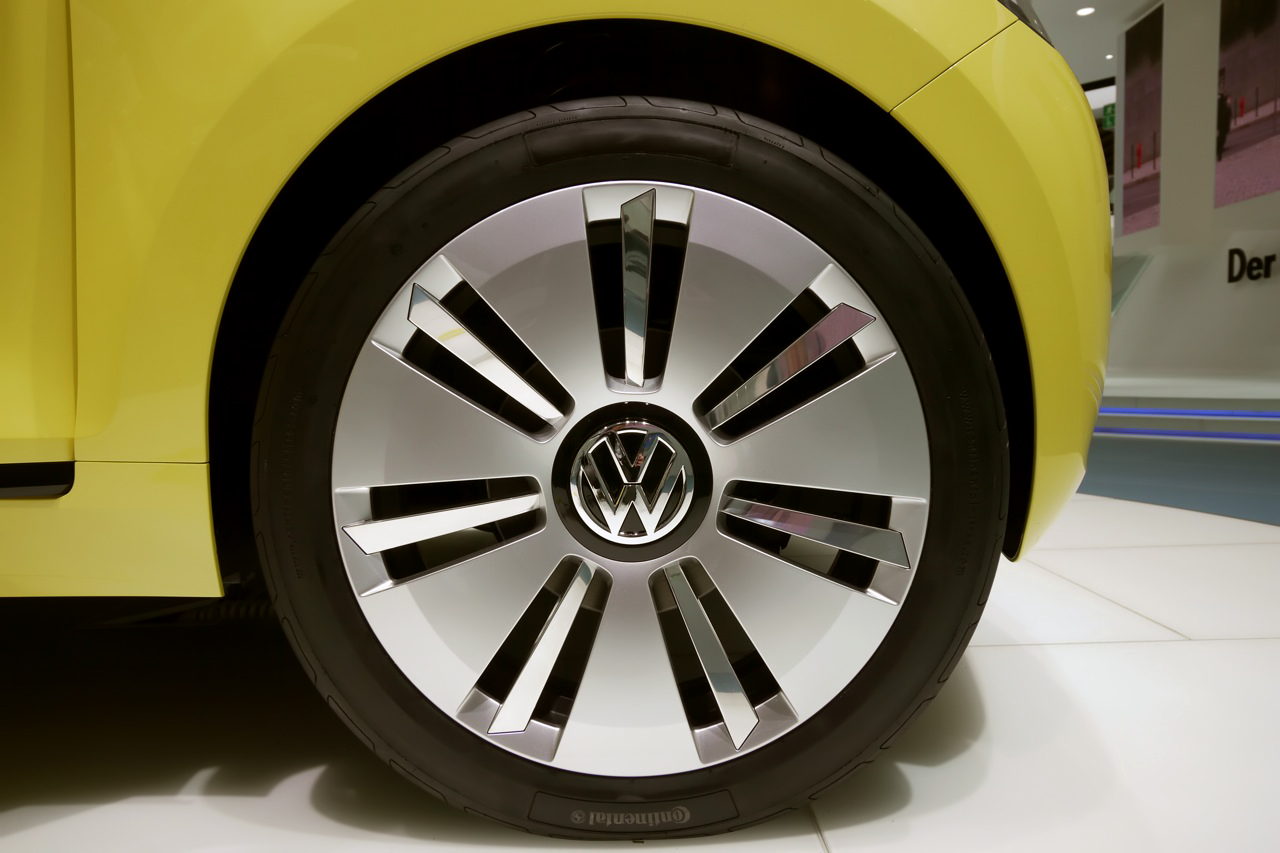
Prototipo Volkswagen e-up!, rueda de aleación.
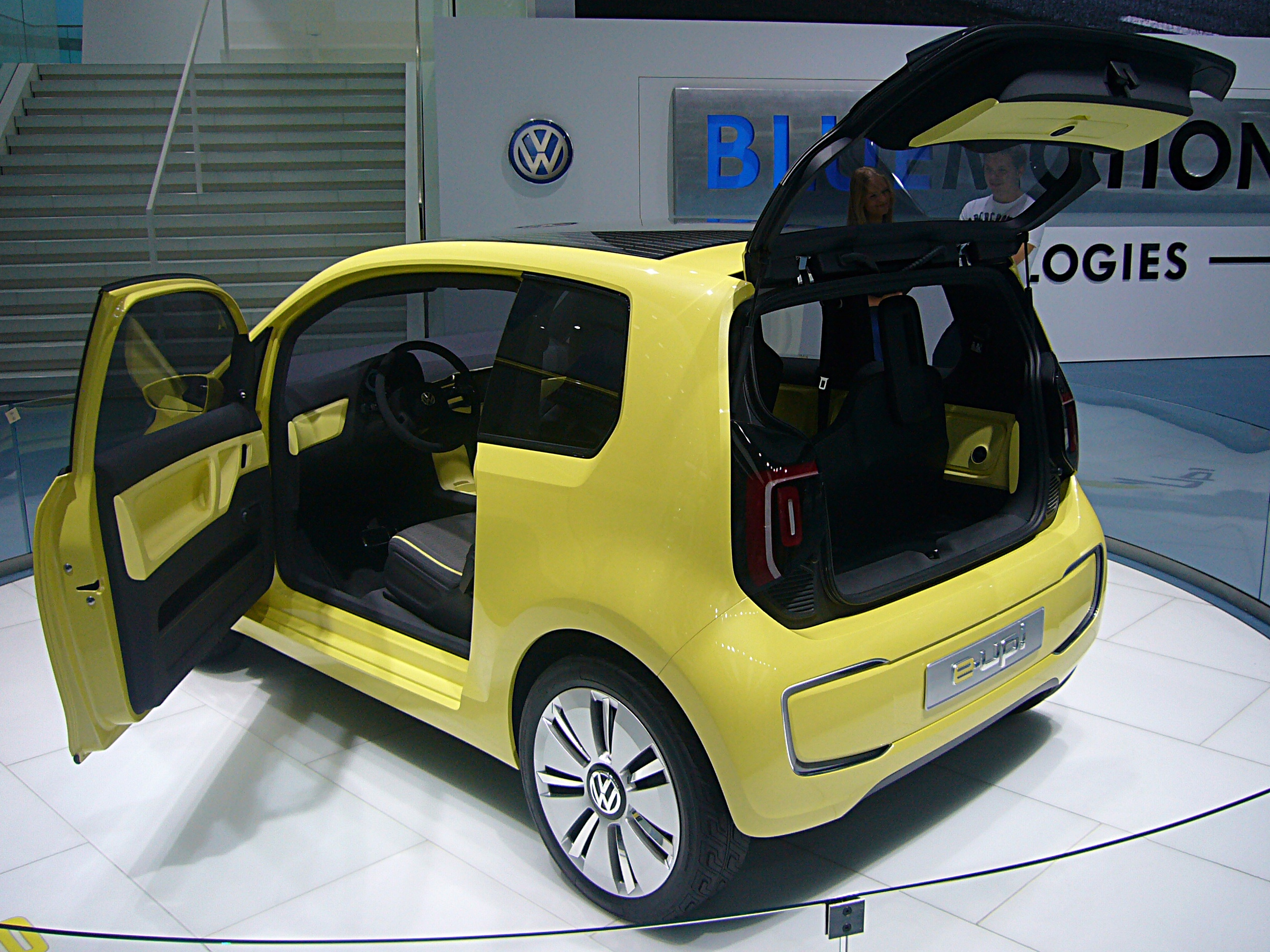
Prototipo Volkswagen e-up!, vista 3/4 posterior con puertas abiertas.
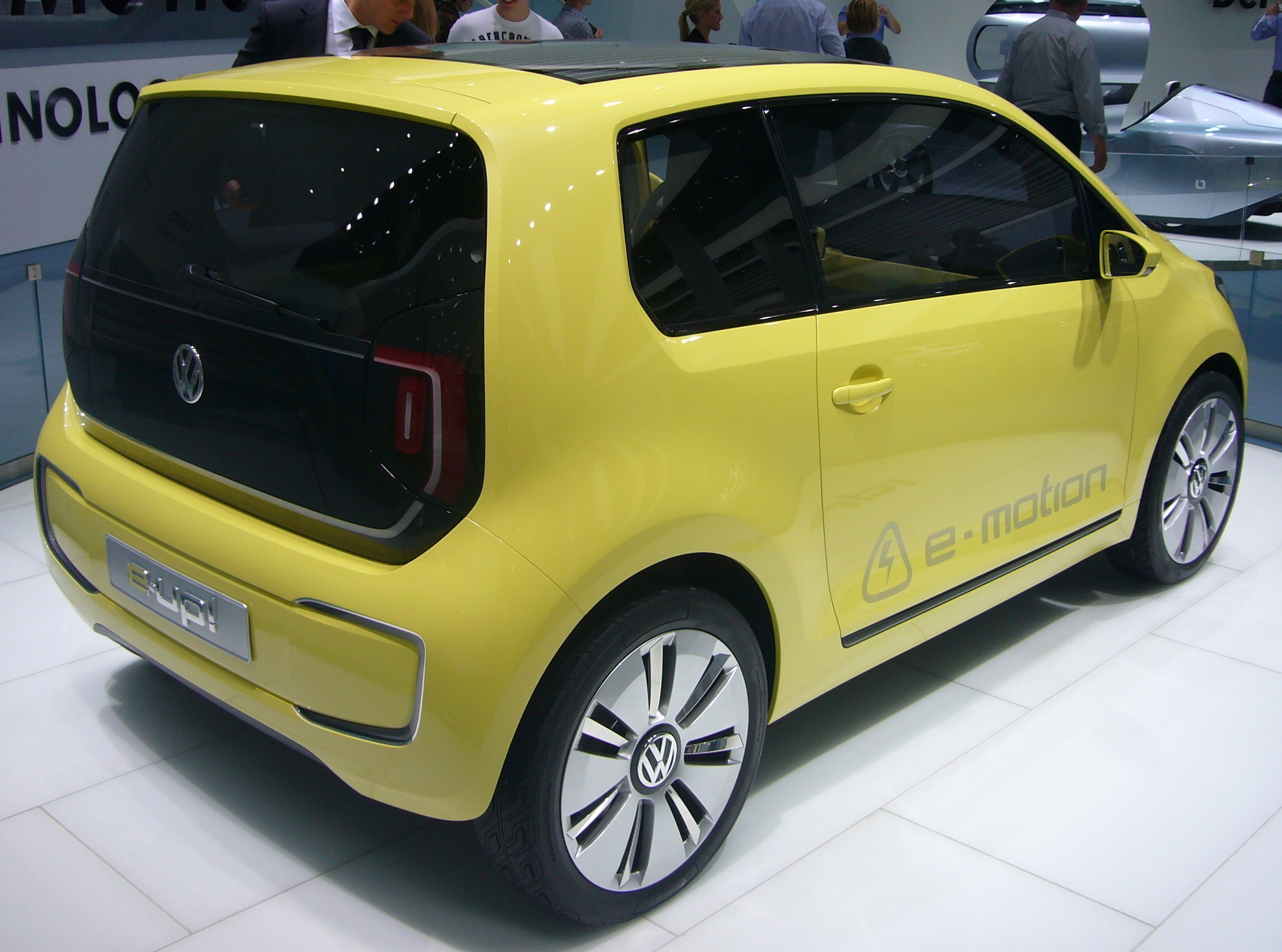
Prototipo Volkswagen e-up!, vista 3/4 posterior.

### Up! lite

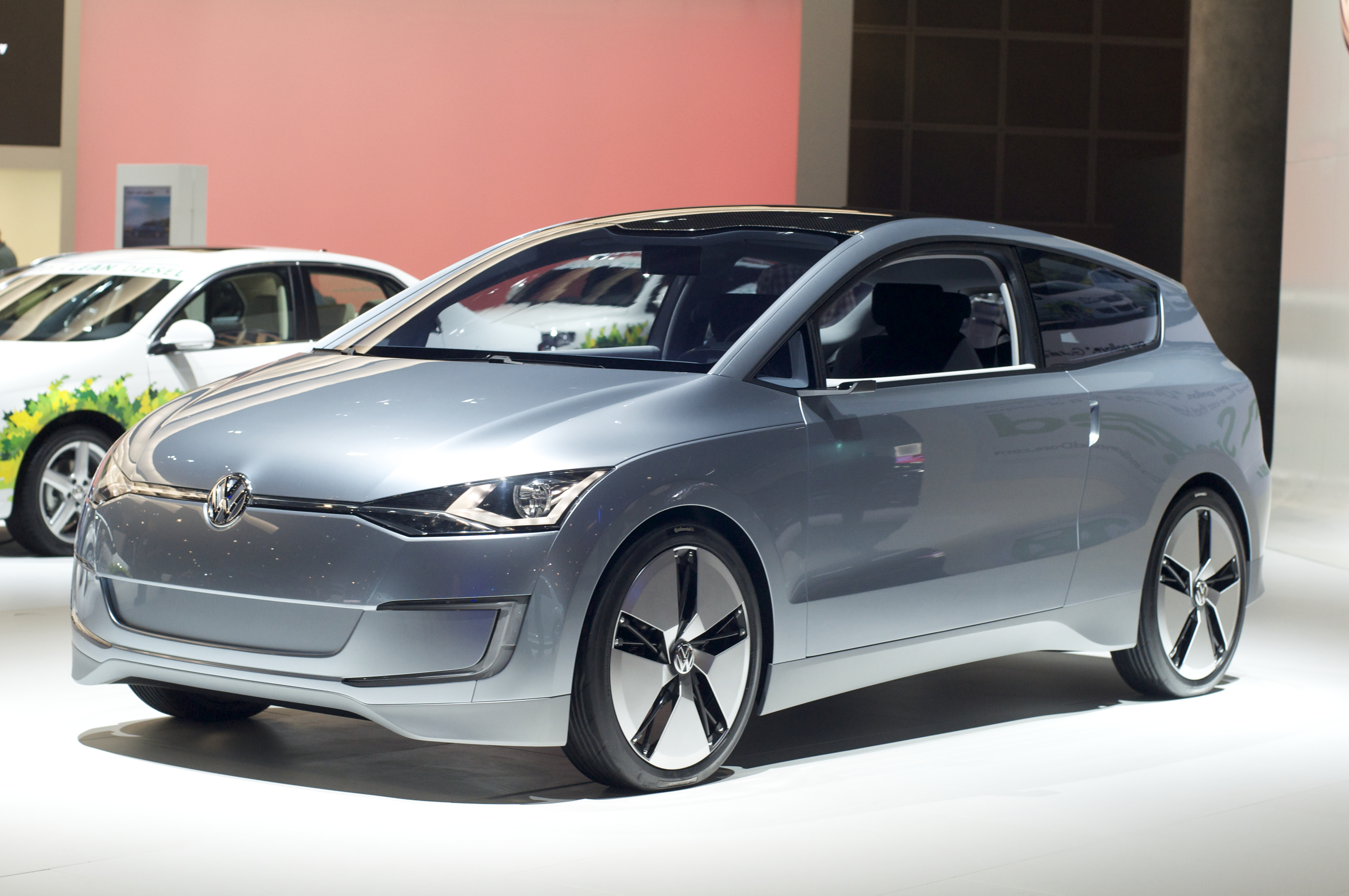
Prototipo Volkswagen up! Lite

El up! lite debutó en el Salón del Automóvil de Los Ángeles de 2009. Es un prototipo con motorización híbrida de cuatro plazas basado en las tecnologías del prototipo Volkswagen L1, así como en las del Volkswagen Lupo 3L. Se trata de un híbrido diésel eléctrico que rendirá 29.6 km/L. Tiene aspecto similar a los otros conceptos up! pero luce aún más moderno y aerodinámico. Alberga 4 pasajeros y cuenta con un motor turbodiésel TDI de 800 cc con 2 cilindros con una potencia de 38 kW (51 CV) y un motor eléctrico de 10 kW, asociados a una transmisión de doble embrague DSG de 7 velocidades con el que podrá alcanzar 160 km/h y lograr los 100 km/h en 12.5 segundos. El rendimiento del motor diésel puede ser limitado al pulsar un botón a 26.5 kW (36 CV). Solo en este último modo "orgánico" designado, el vehículo alcanza sus altos niveles de consumo específico. El motor eléctrico es alimentado por una batería de iones de litio que se carga mediante el frenado regenerativo, por lo tanto la recuperación de energía durante el frenado. El up! lite mide 3.84 m de longitud total, 1.60 de anchura total, altura total de 1.40 m y sus emisiones de CO2 no son superiores a 65g/km. Su coeficiente de resistencia aerodinámica es de tan solo 0.237 cw. Su peso total es de 695 kg, mismo que se ha logrado a través del uso extensivo de materiales como aluminio y fibra de carbono.

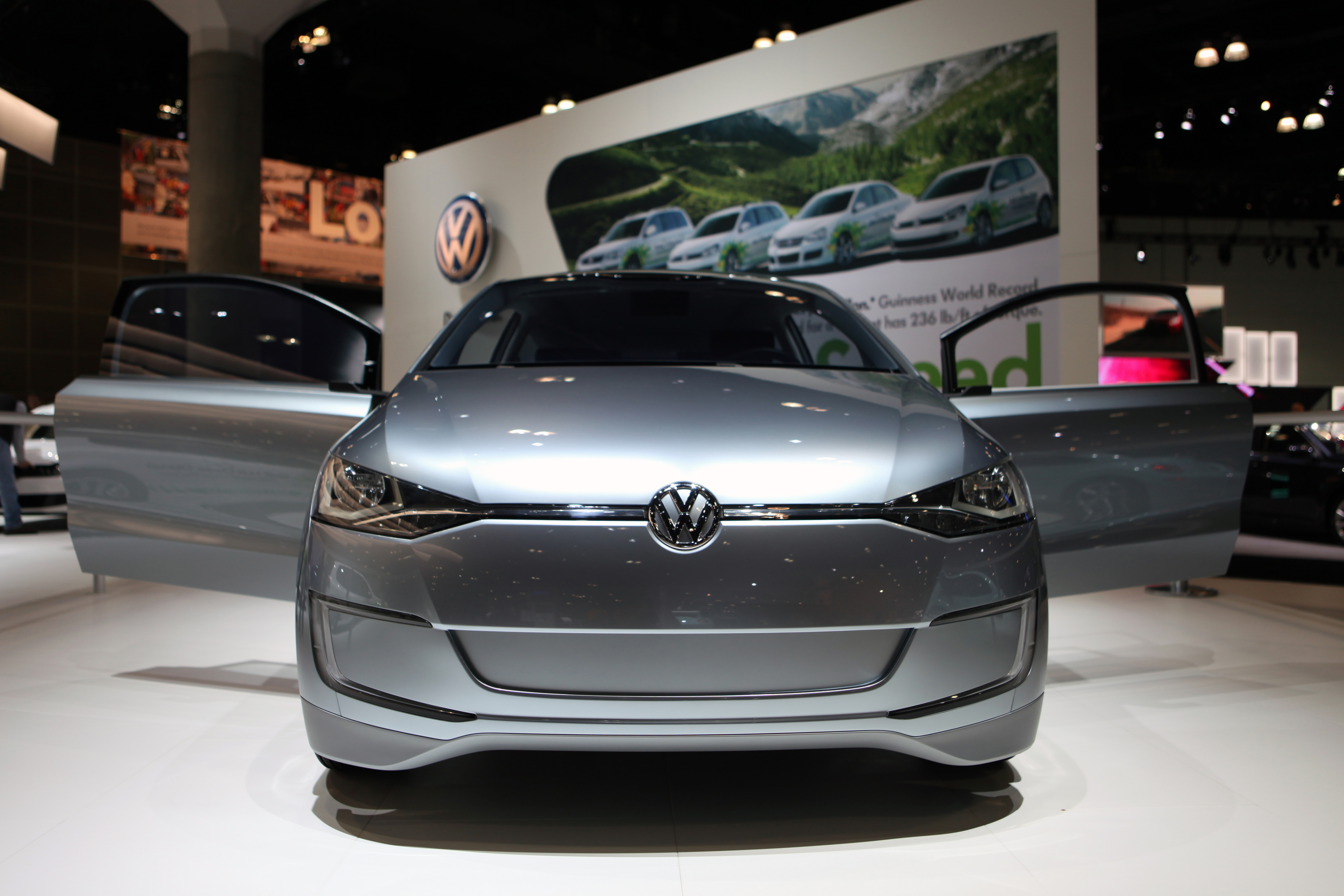
Prototipo Volkswagen up! lite, vista frontal.
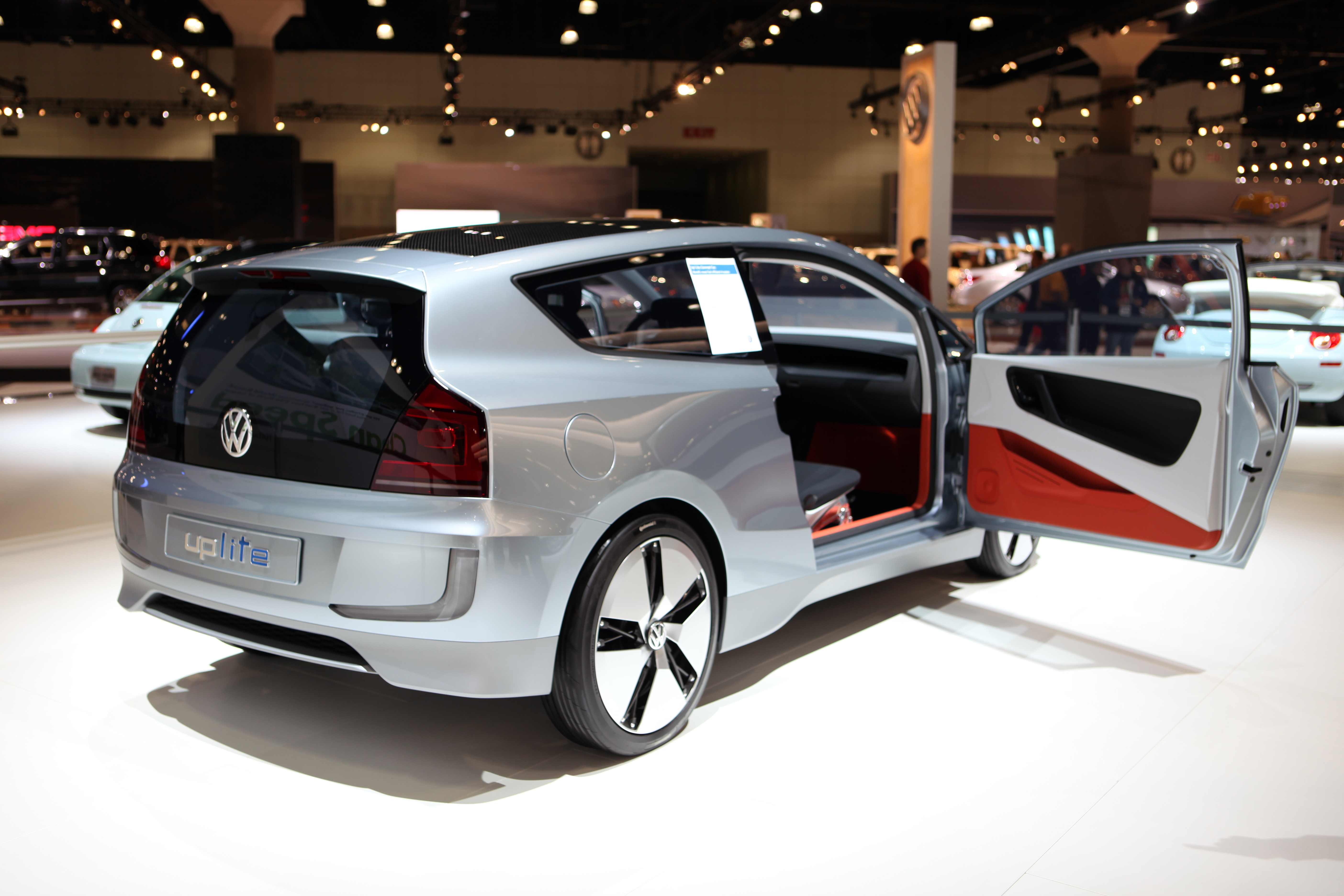
Prototipo Volkswagen up! lite, vista 3/4 posterior.
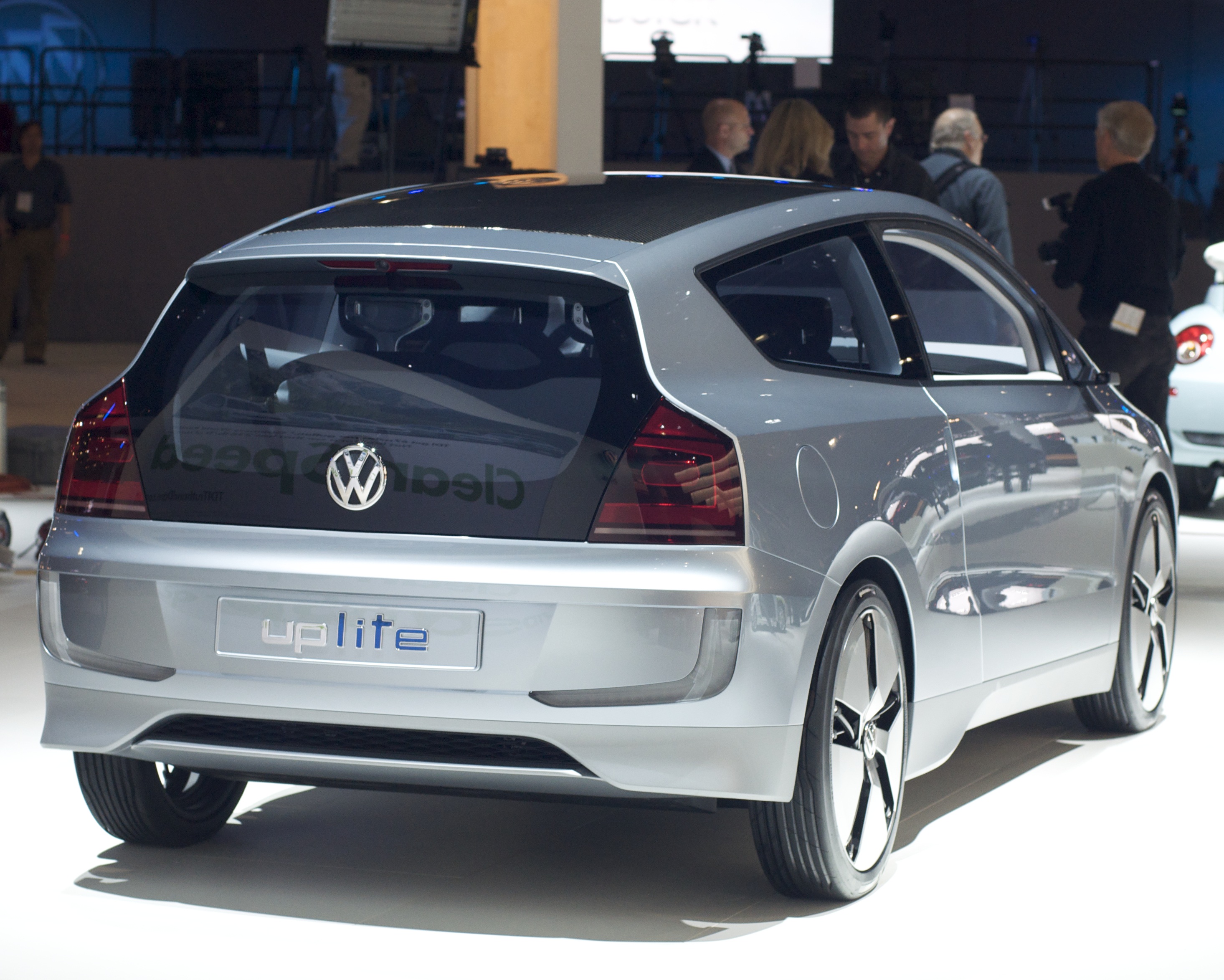
Prototipo Volkswagen up! lite, vista posterior.
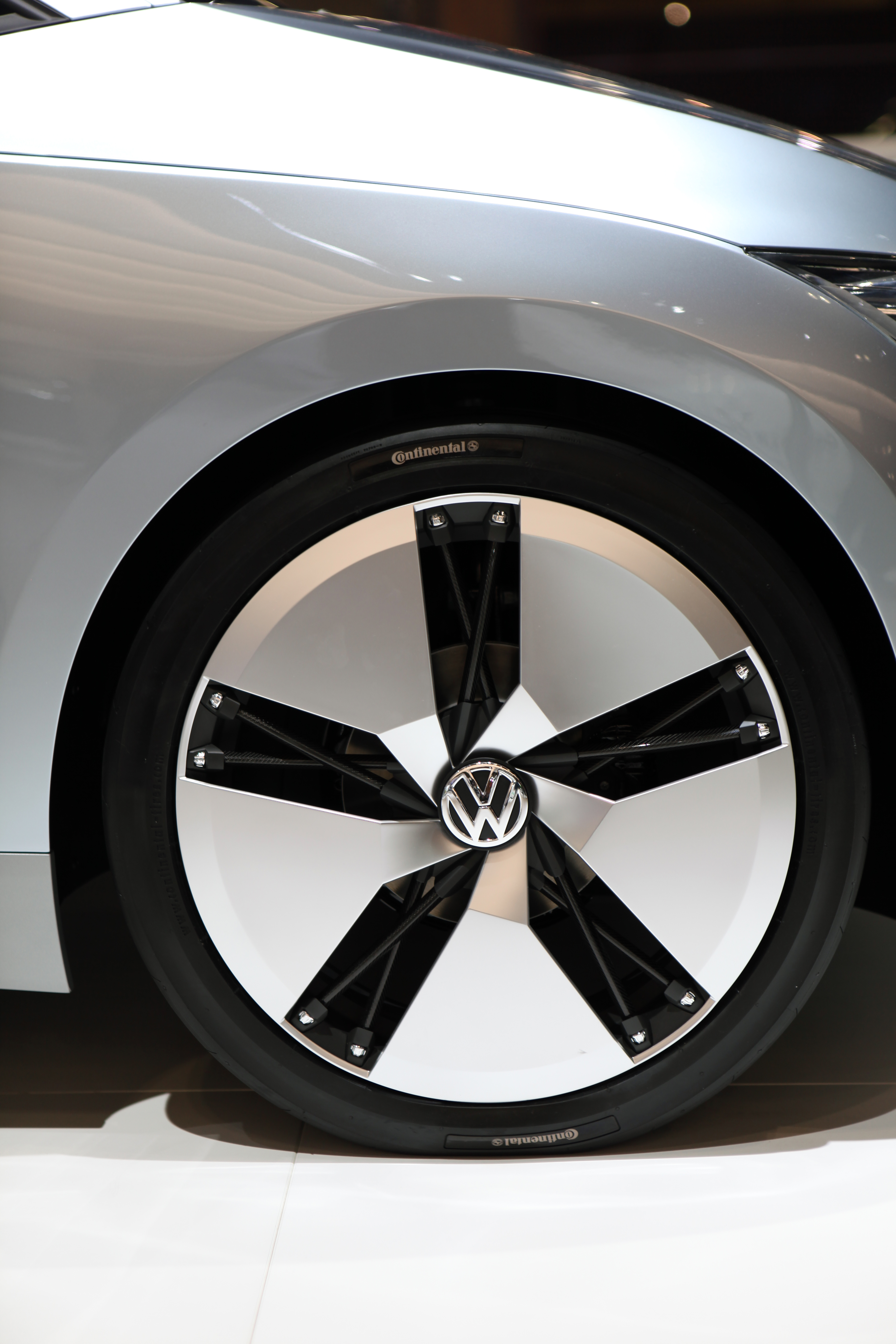
Prototipo Volkswagen up! lite, rueda de aleación.

### Volkswagen Milano
El Volkswagen Milano es un estudio para un taxi con propulsión eléctrica, el cual fue presentado en el Salón del Automóvil de Hannover de 2010. Está basado tanto en el prototipo Volkswagen space up! como en el Volkswagen e-up!
La energía requerida para el desplazamiento del vehículo es suministrado desde una batería de ion litio integrada al piso del vehículo. Dependiendo del estilo de conducción, el motor de 85 kW/115 CV de este taxi puede dar una autonomía de hasta 300 km y una velocidad máxima de 120 km/h. Existe una clara separación entre el compartimiento del conductor y el habitáculo de los pasajeros. Al lado del conductor se sitúa el espacio destinado a la carga o equipaje, renunciándose así a una cajuela trasera.
Sus dimensiones al igual que los demás prototipos up son muy recortadas: 3.73 m de longitud total, 1.60 m de altura total y 1.66 m de ancho total.
Con base en el prototipo Milano se presentaron durante 2010 otros estudios, uno prototipo de taxi adicional en Berlín, y el otro en Londres, cuyas diferencias respecto al prototipo Milano son mayormente estéticas.

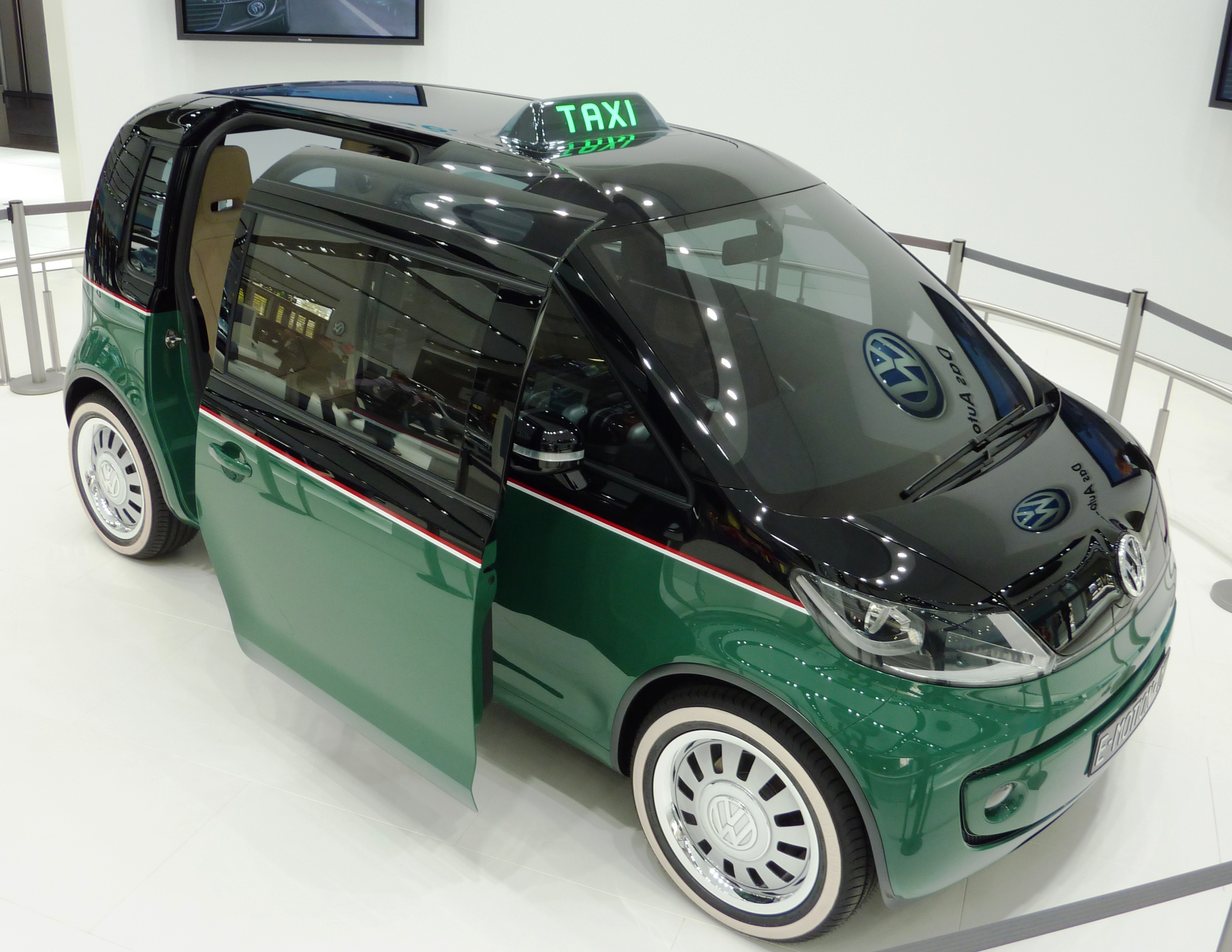
Prototipo Volkswagen Milano. Vista 3/4 frontal.
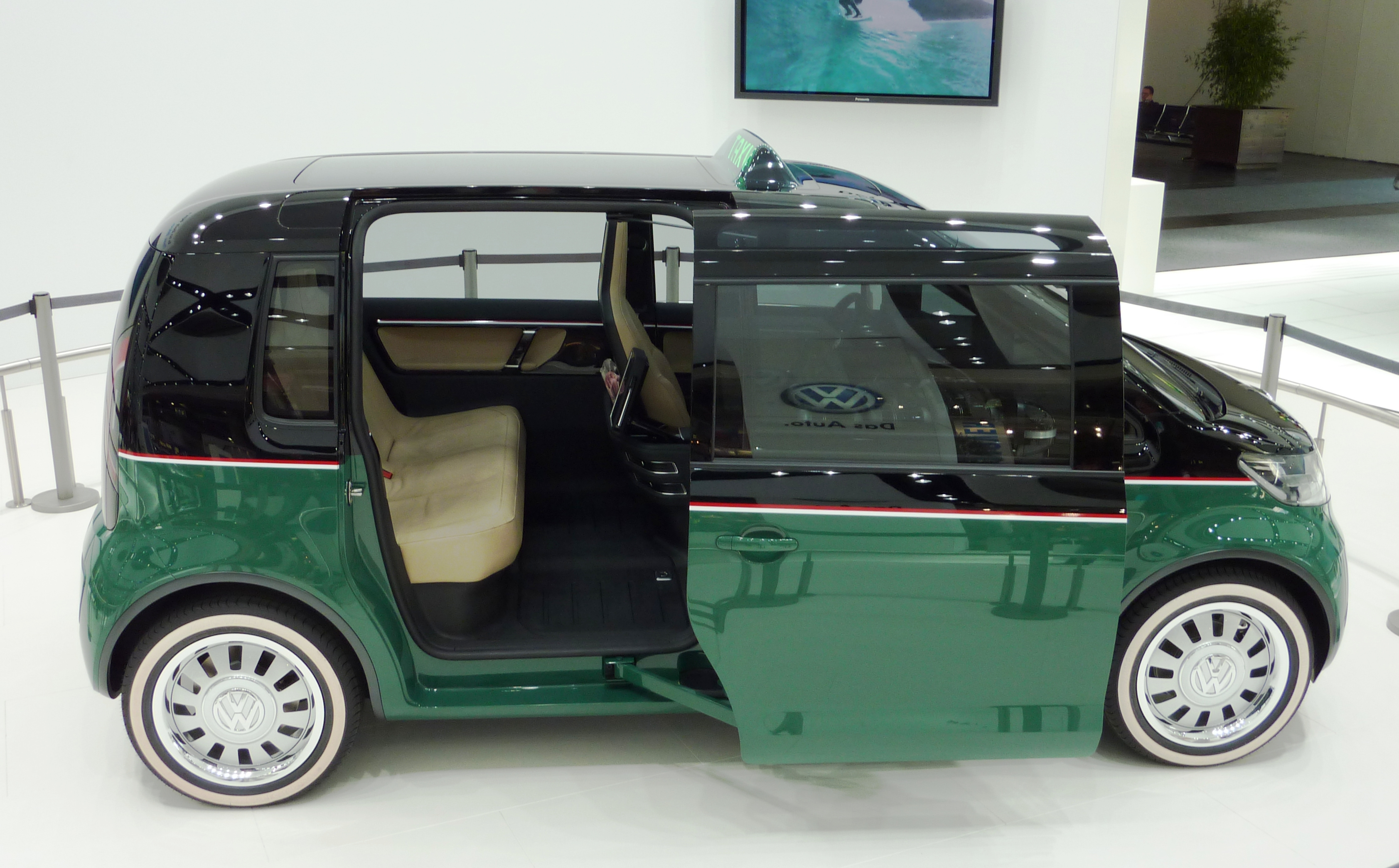
Prototipo Volkswagen Milano. Vista lateral.
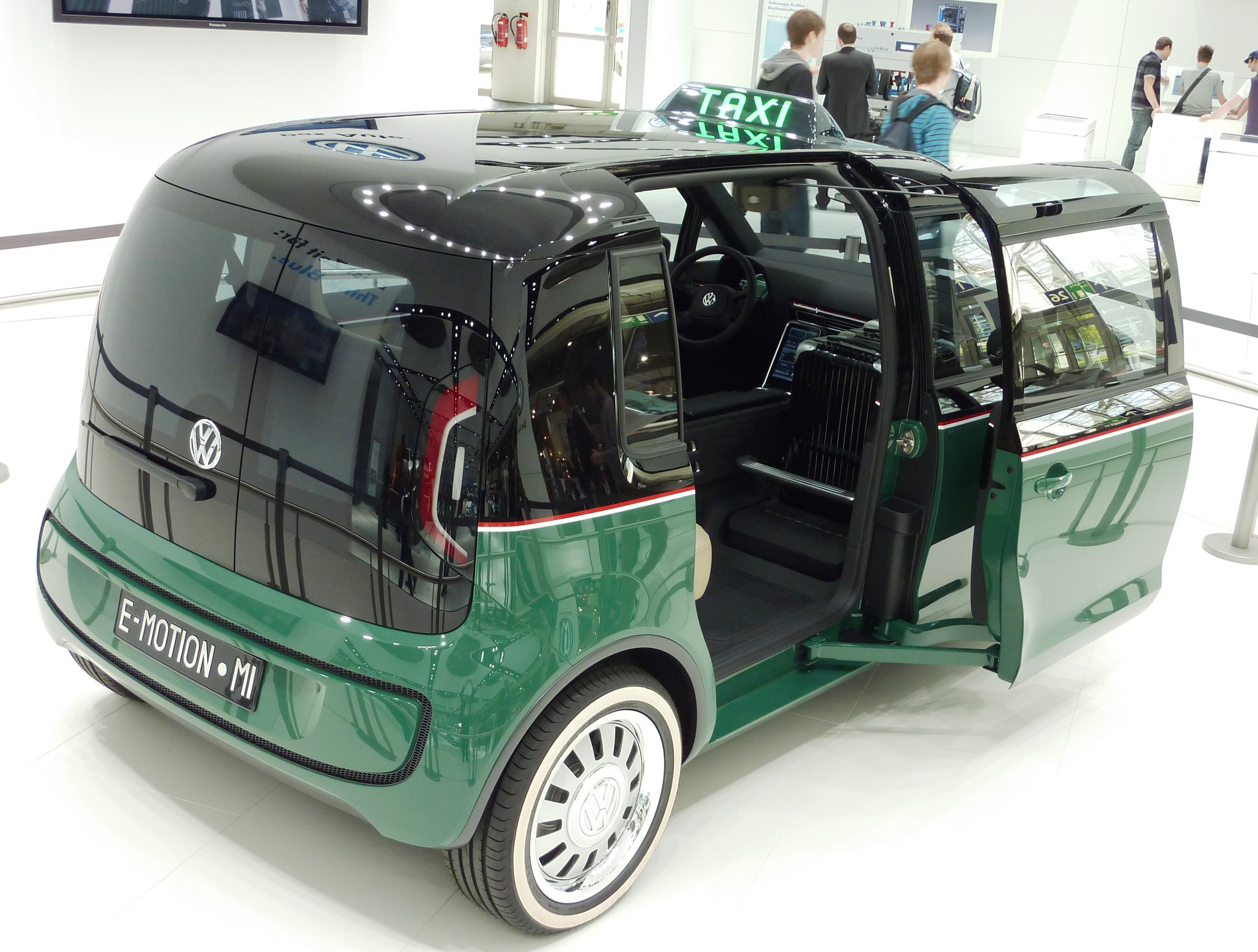
Prototipo Volkswagen Milano. Vista 3/4 posterior.